# Hameaux et lieux-dits de Villard-de-Lans

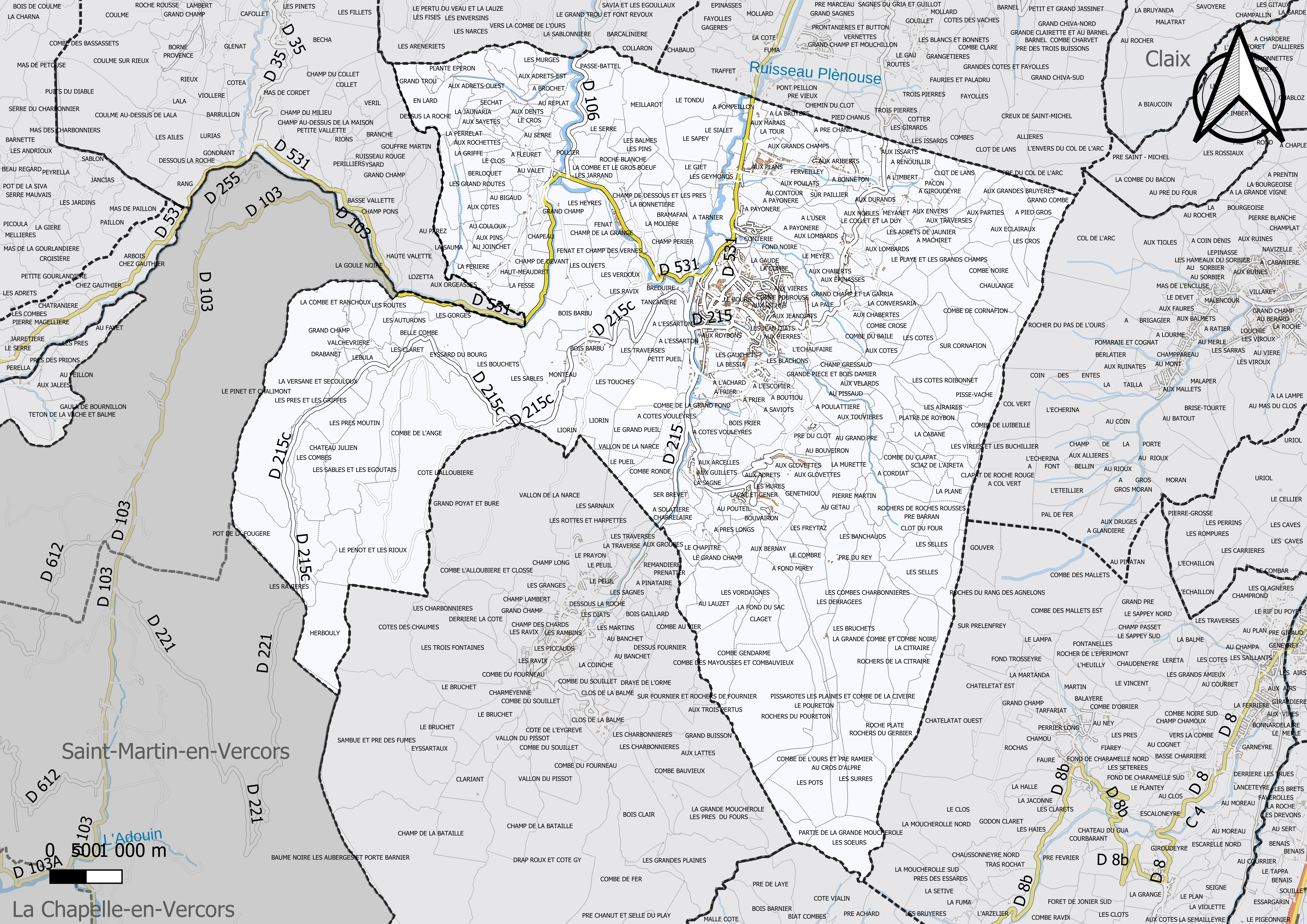
Carte de Villard-de-Lans et situation des hameaux et lieux-dits

Villard-de-Lans est une commune française située dans le département de l'Isère, en région Auvergne-Rhône-Alpes.
Le territoire se compose d'une agglomération principale (le bourg central) proprement dite ainsi que d'une cinquantaine de hameaux et de lieux-dits répartis tout autour de ce bourg central. On peut noter également la présence d'une station de sports d'hiver de renommée nationale.
Le bourg central de Villard est positionné sur une élévation du relief dominant le ruisseau de la Bourne et se situe légèrement au nord-est d'un territoire assez étendu (plus de 67 km2).
Les hameaux et lieux-dits dont le nombre est estimé à plus d'une cinquantaine ont été répertoriés selon la carte référencée « 3236 OT », éditée par l'Institut national de l'information géographique et forestière, plus connue sous le nom d'IGN .
La liste, ci-dessous, indique la liste des hameaux et des lieux-dits de la commune selon leurs dénominations officielles, ainsi que leurs altitudes respectives, d'après les indications du site géoportail de l'IGN.

## Liste des hameaux et lieux-dits
| - l'Achard (1 028 m ) (sur la route de Corrençon) - Bas-Méaudret (au pied du Gros Martel) - Bonneton (sur l'ancienne route de Lans) - Bois Barbu (1 126 m) (domaine de ski de fond) - Bréduire (952 m) (au-delà du hameau de Charpichon) - Charpichon (situé vers les Jarrands) - Coucourdan (1 215 m) (situé vers Corrençon) - Fenat (944 m) (situé vers les Jarrands) - Font Noire (situé au nord du bourg) - Haut-Méaudret (au dessus du Pont de Valechevrière) - Galizon (quartier au nord du bourg) - l'Essarton (situé près de la Balmette) - la Balmette (997 m) (sur la route de Corrençon) - la Bonnetière (situé vers les Jarrands) - la Contene (quartier du cimetière) - la Conterie (1 016 m) (situé au nord-est du bourg) - la Conversaria (sur l'ancienne route de Lans) - la Font de la Maie (sur la route de Corrençon) - la Font Noire (situé près de la route de Lans) - la Grange Jarrand (situé près des sables) - la Molière (969 m) (situé en contrebas du bourg) - la Poussinière (situé à l'est du bourg - la Tancanière (sur la route de Bois Barbu) - le Balcon de Villard (1 155 m) (station de ski alpin) - le Frier (1 066 m) (situé près du bois Roland) - la Jarasset (au pied des Glovettes) - les Arriberts (situé vers Villevieille) - les Bernards (1 041 m (situé vers les Jeandiats) - les Blachons (sur la route des Clots) - les Bonnets (1 034 m) (situé près des Geymonds) - les Bouchards (1 133 m) (situé près du Balcon) - les Chaberts (sur l'ancienne route) - les Clots (1 232 m) (sur la route des Glovettes) | - les Cochettes (1 084 m) (au pied du col vert) - les Espinasses (sur l'ancienne route de Lans) - les Eymards (sur l'ancienne route de Lans) - les Jeandiats (1 064 m) (proche de la Croix-Margot) - les Gauchets (sud-est du bourg) - les Geymonds (980 m) (sur la route de lans) - les Glovettes (1 238 m) (situé près du Balcon) - les Gorges (situé dans le val du Méaudret) - les Guillets (1 073 m) (situé près du Balcon de Villard) - les Heyres (situé en dessous des Olivets) - les Jarrands (934 m) (situé route de Rencurel) - les Lombarts (1 102 m) (sur l'ancienne route de Lans) - les Montauds (près de la route de Bois-Barbu) - les Mourets (sur l'ancienne route de Lans) - les Nobles (situé près de ville-vieille) - les Olivets (sur la route de Bois-barbu) - Pont des Olivets (929 m) (sur la route de Rencurel) - les Poulats (situé près des Geymonds) - les Pouteils (sur la route du balcon de Villard) - les Quatre-Vents (entre Les Olivets et Bois-Barbu) - les Ravix (au-delà du hameau de Charpichon) - les Sables (1 139 m) (au-delà des Montauds) - les Terres Rousses (au-dessus des Lombards) - les Verdoux (1 028 m) ((au-delà du hameau des Ravix) - les Vières (1 034 m (situé près des Jeandiats) - Malaterre (1 296 m) (auberge au delà des Sables) - Méaudret (entre le Bas et le Haut-Méaudret) - Payonnère (sur l'ancienne route de Lans) - Pompillon (979 m) (sur l'ancienne route de Lans) - Prénatier (963 m) (face au rond-point de Prénatier) - Tintaine (sur la route des Clots) - Valchevrière (site historique, près du col d'Herbouilly) - Ville Vieille (1 034 m) (vieux bourg, près des Geymonds) |

## Hameaux particuliers

### Valchevrière
Valchevrière  est un hameau du Massif du Vercors, situé au sud-ouest du territoire de la commune à la limite du département de la Drôme. Il fut abandonné à la fin des années 1930, mais habité de façon sporadique jusqu'à la Seconde Guerre mondiale. Totalement détruit lors de son incendie par les Allemands en juillet 1944, les ruines du hameau ont été débroussaillées et consolidées afin de permettre un cheminement de mémoire en laissant un témoignage de la dureté des combats. La chapelle au bas du village est le seul bâtiment ayant échappé à la destruction.

### Le Balcon de Villard
Le Balcon de Villard », situé sur le territoire communal à une altitude de 1 155 m est la porte d'entrée principale pour les skieurs venant du centre de la commune. Ce secteur est connu pour ses pistes larges et pour son nombre élevé de skieurs. Ce site a été en 1950 par la Société d'Équipement de Villard-de-Lans (SEVL). Un contrat de concession d'une durée de 75 ans est signé entre la commune de Villard-de-Lans et la SEVL, pour l'exploitation des pistes.

## Photos des principaux hameaux et lieux-dits

Principaux Hameaux de villard-de-Lans (photos : été 2013, 2014 et 2015)
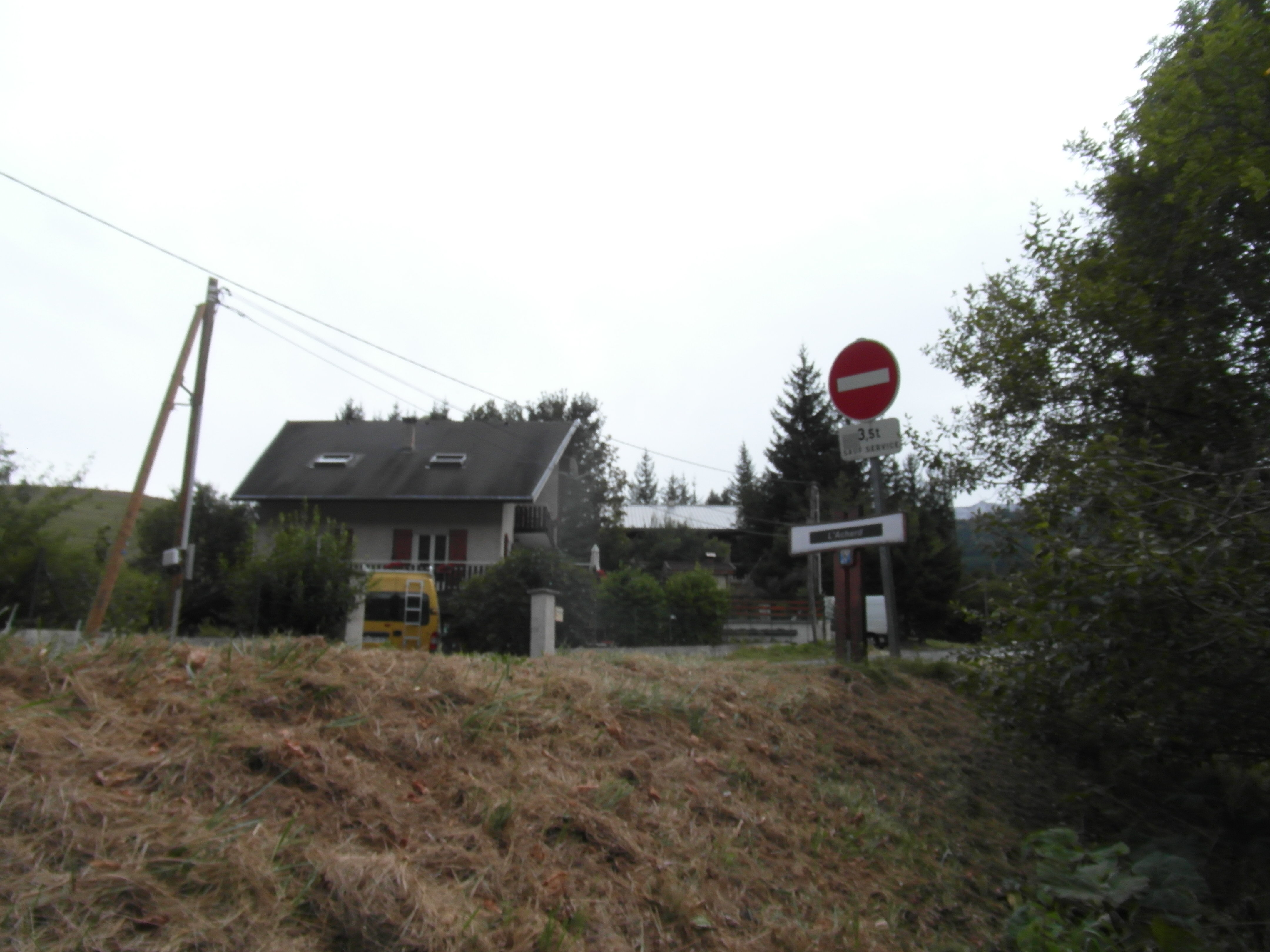
Hameau de l'Achard.
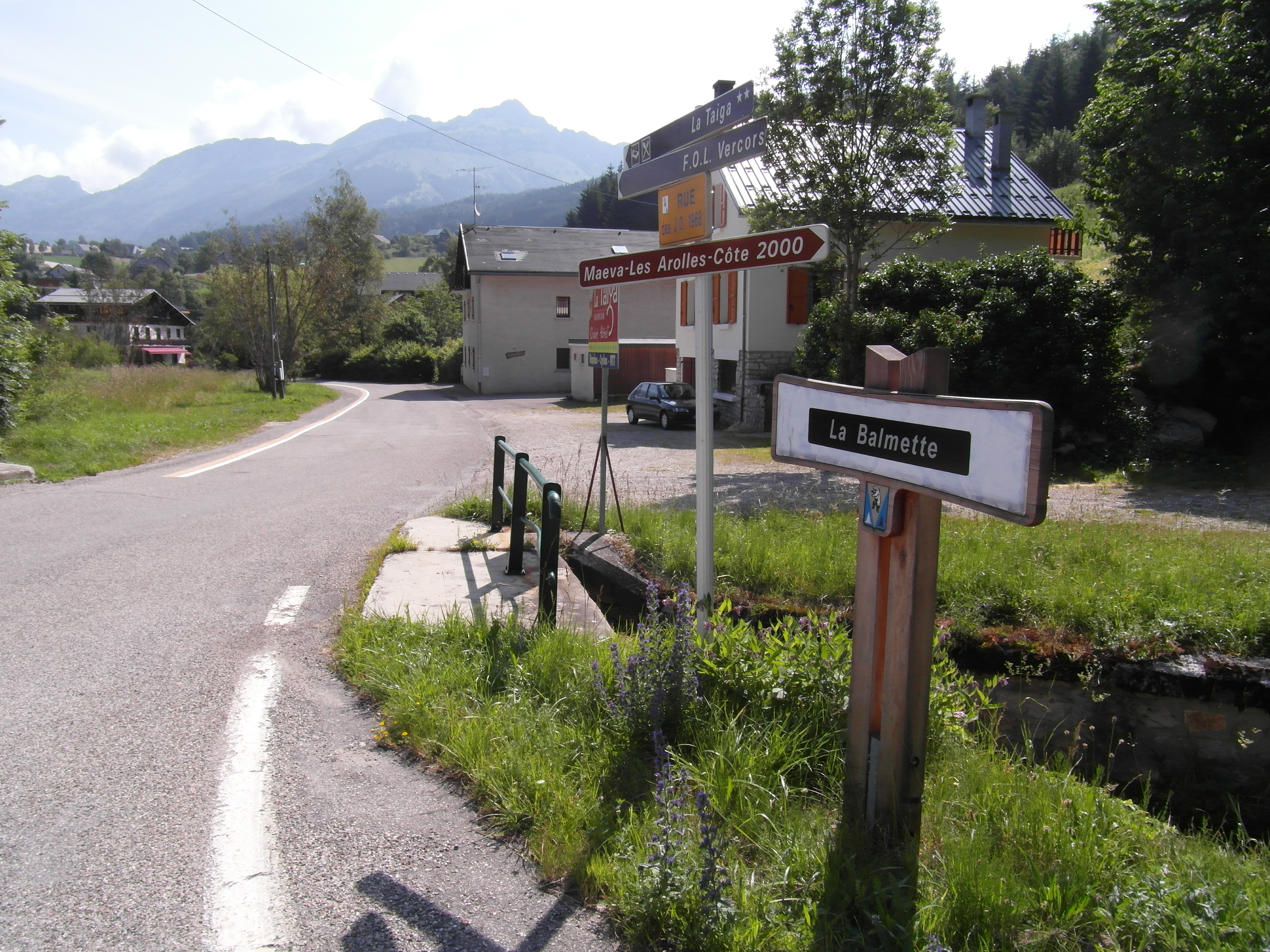
Hameau de la Balmette.
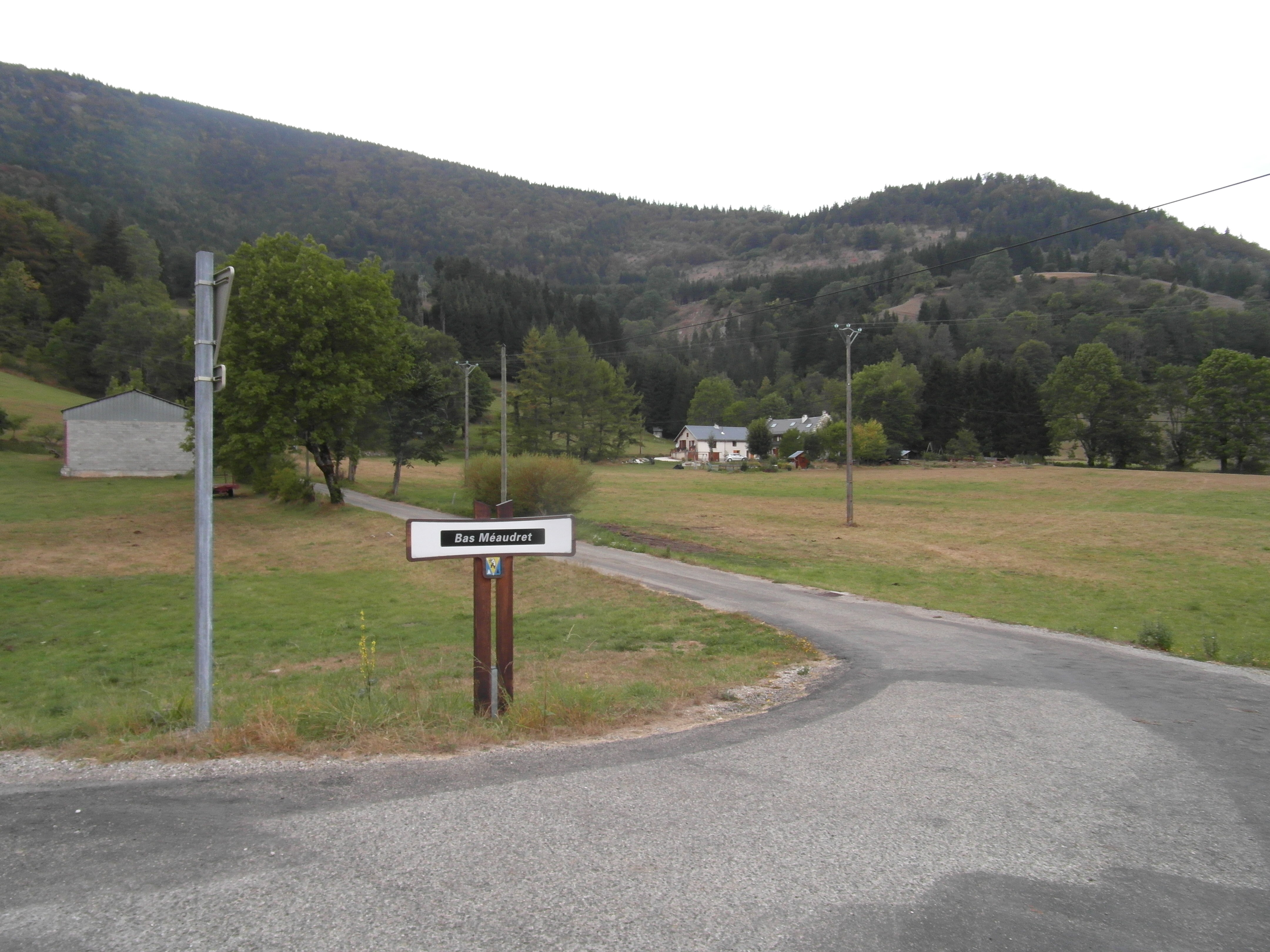
Hameau du Bas-Méaudret.
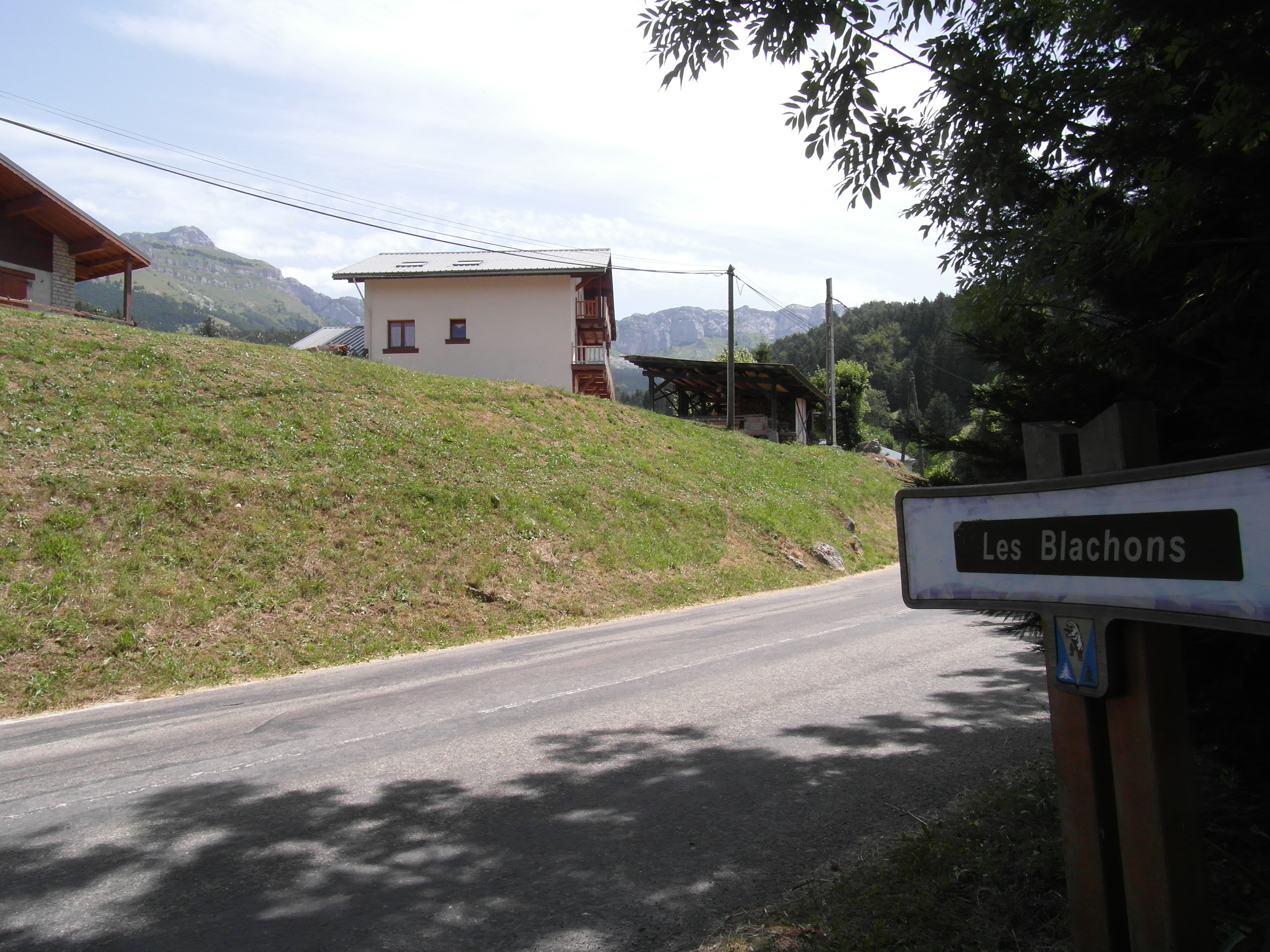
Hameau des Blachons.
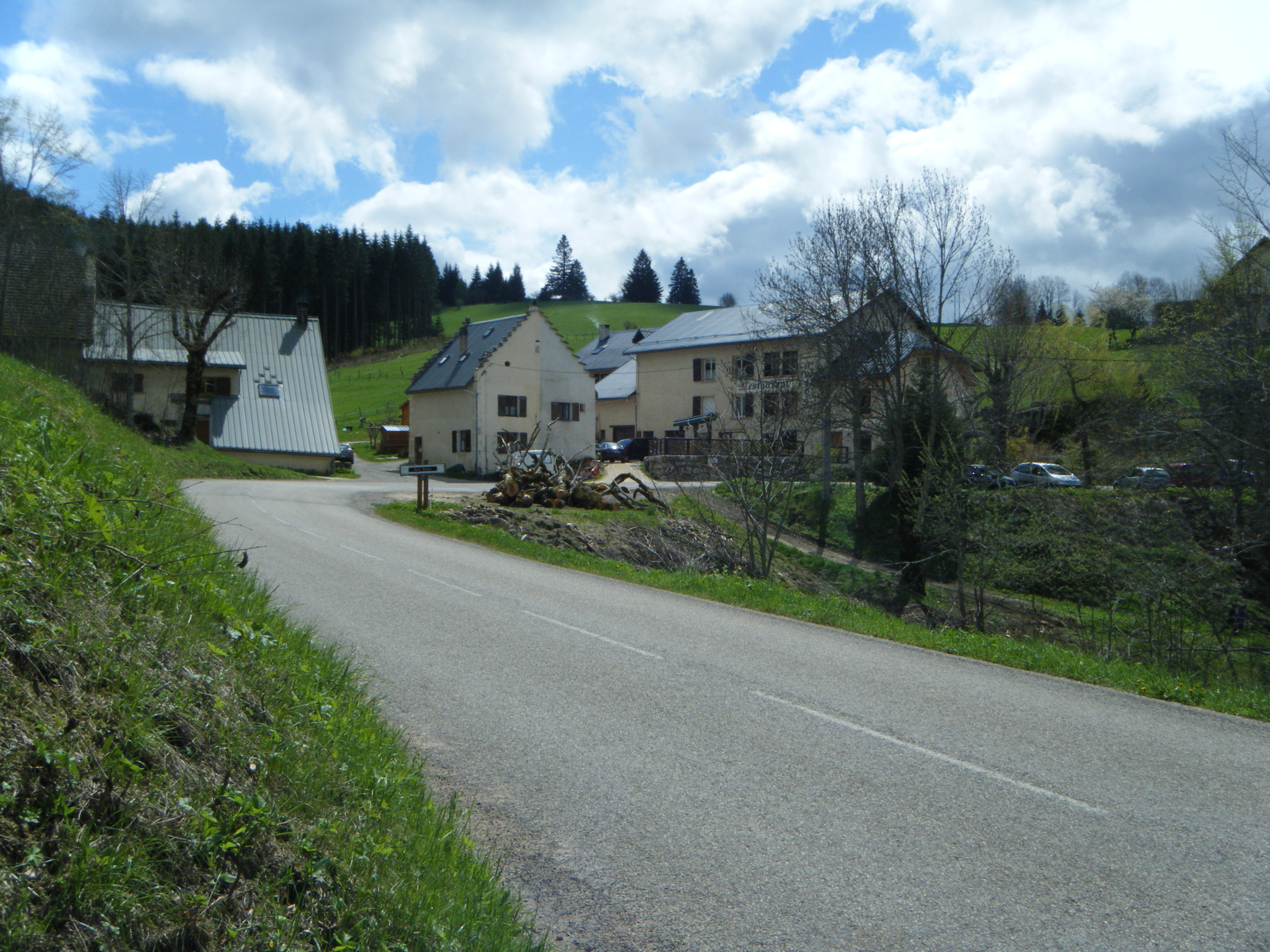
Hameau du Bois-Barbu.
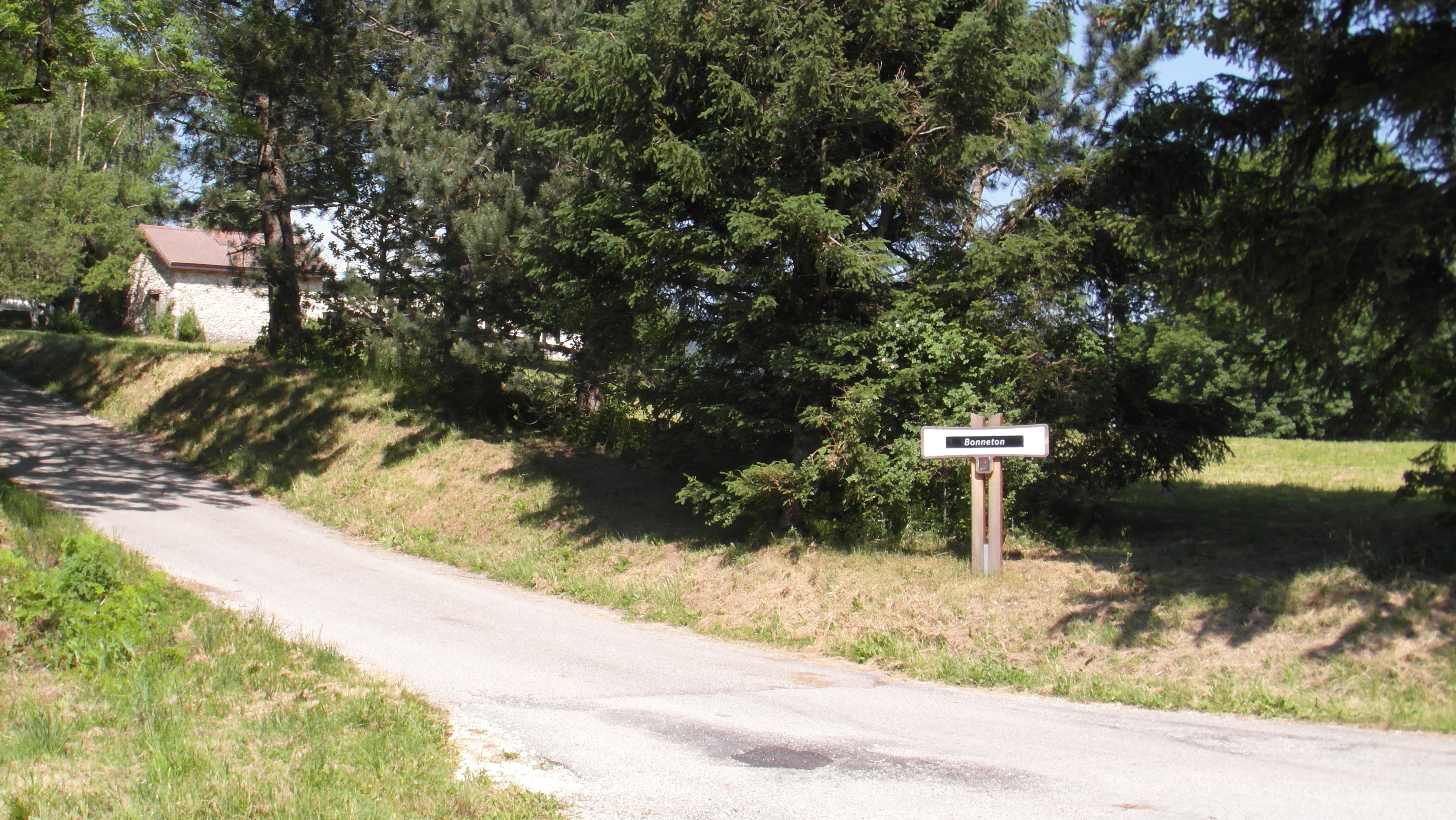
Hameau Bonneton.
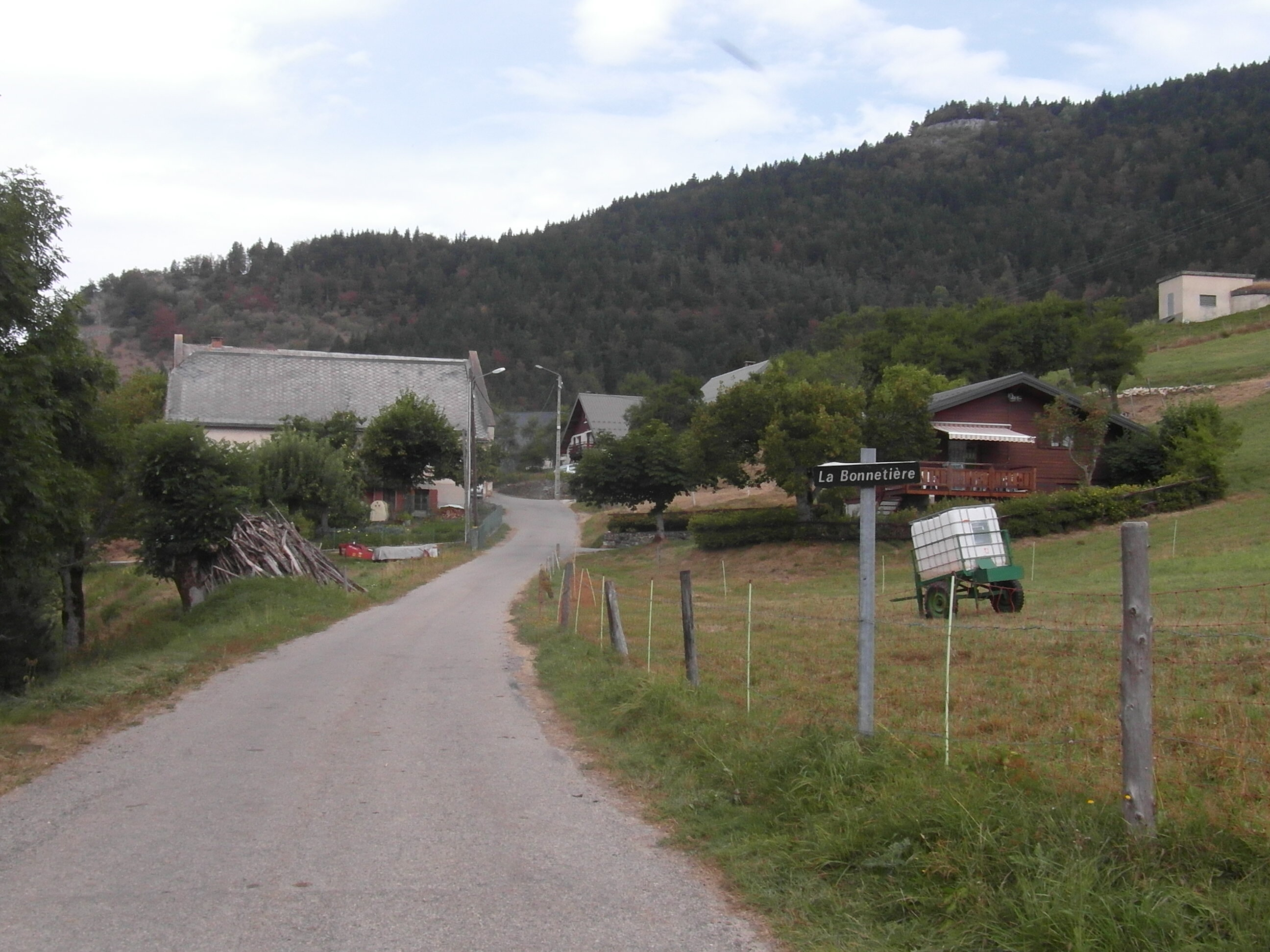
Hameau de la bonnetière.
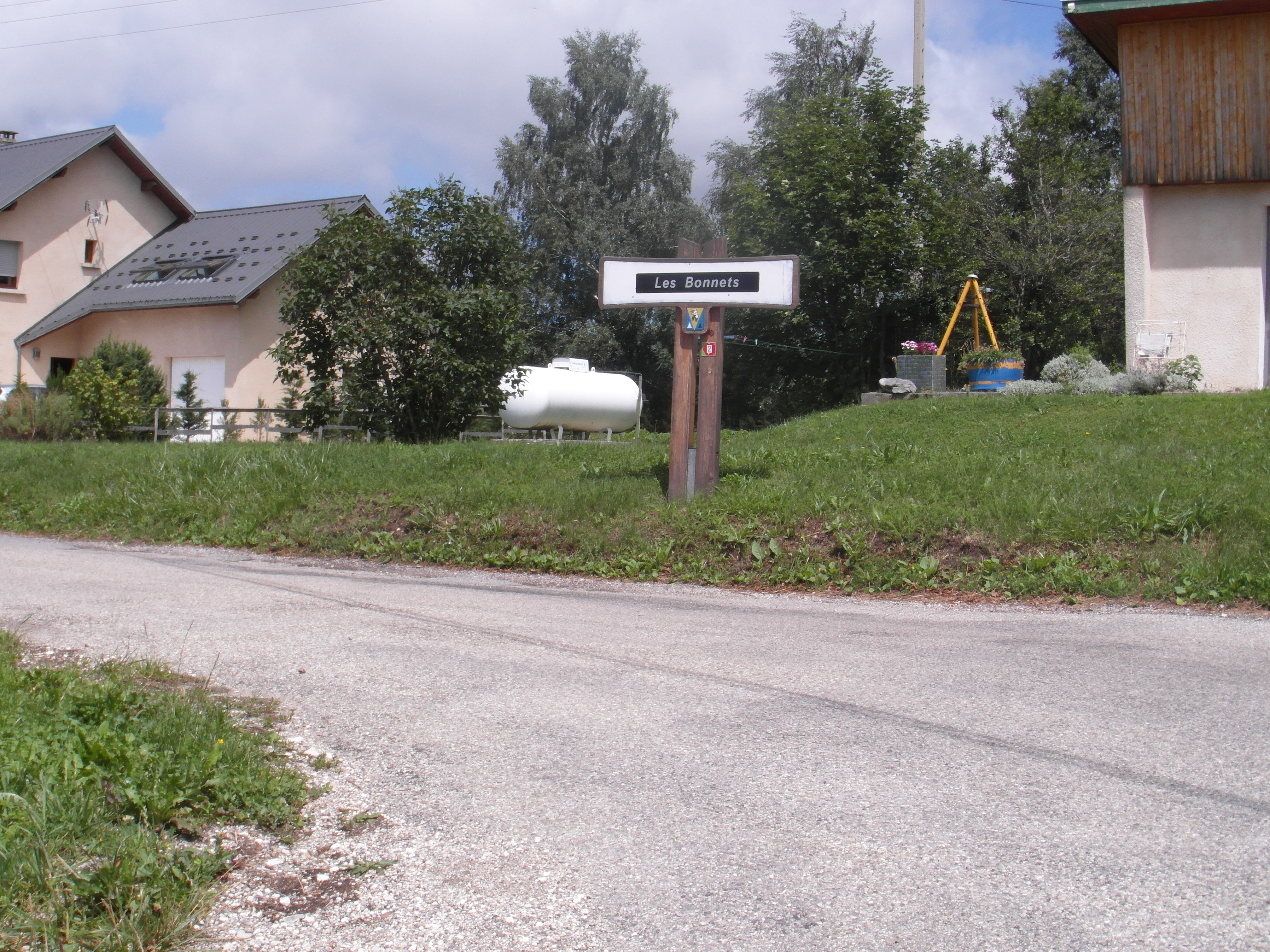
Hameau des Bonnets.
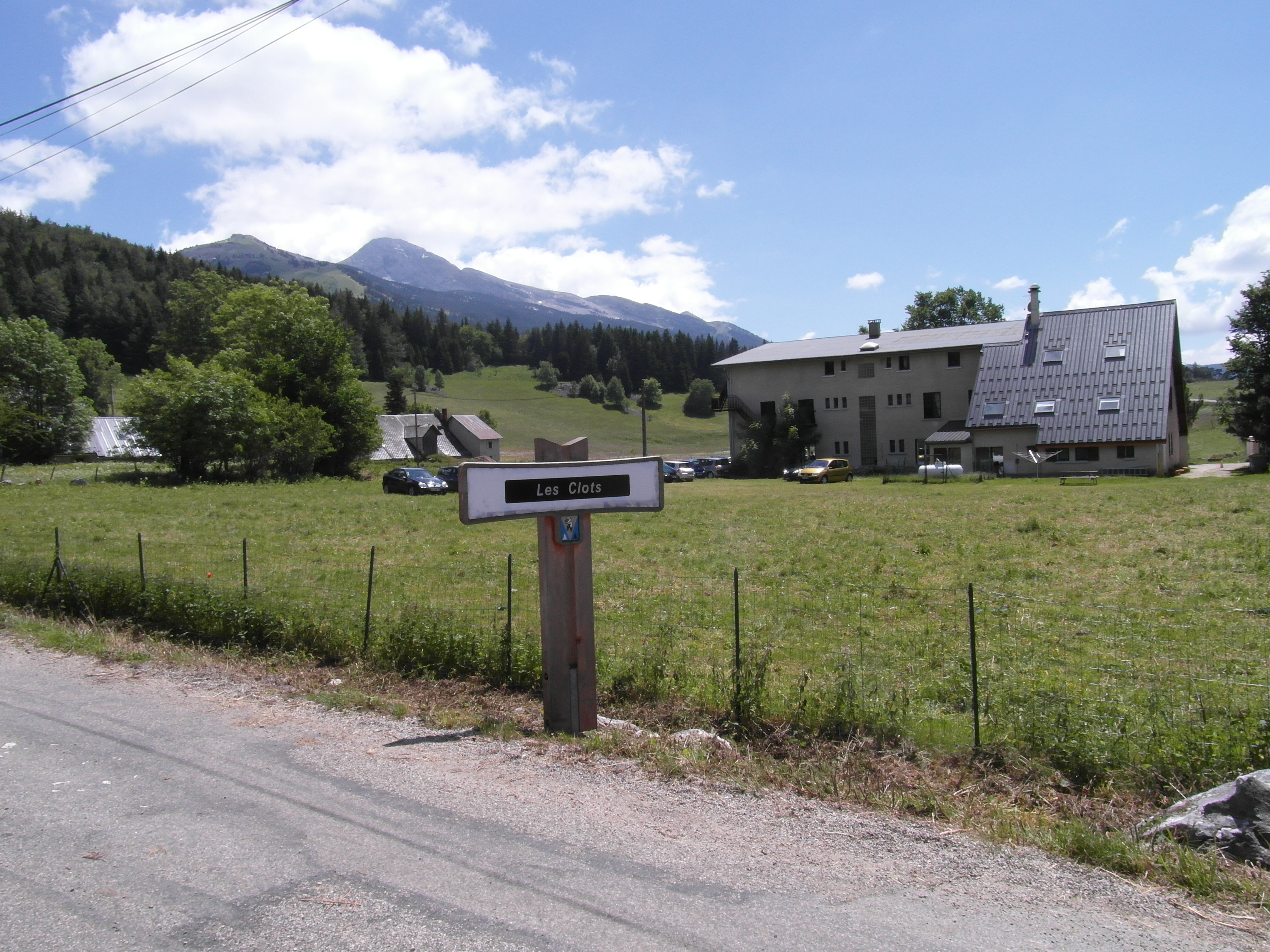
Hameau des Clots.
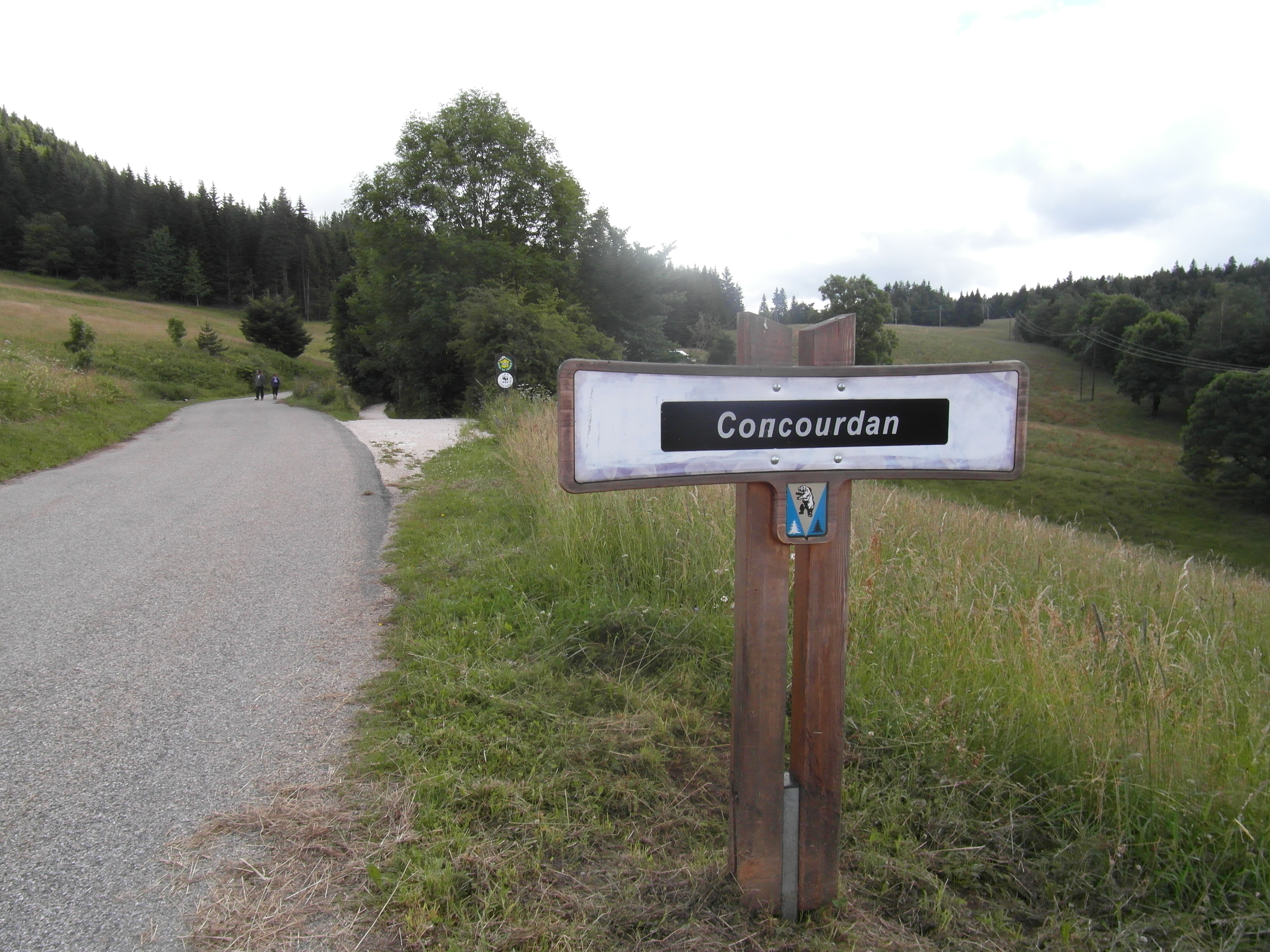
Hameau de Concourdan.
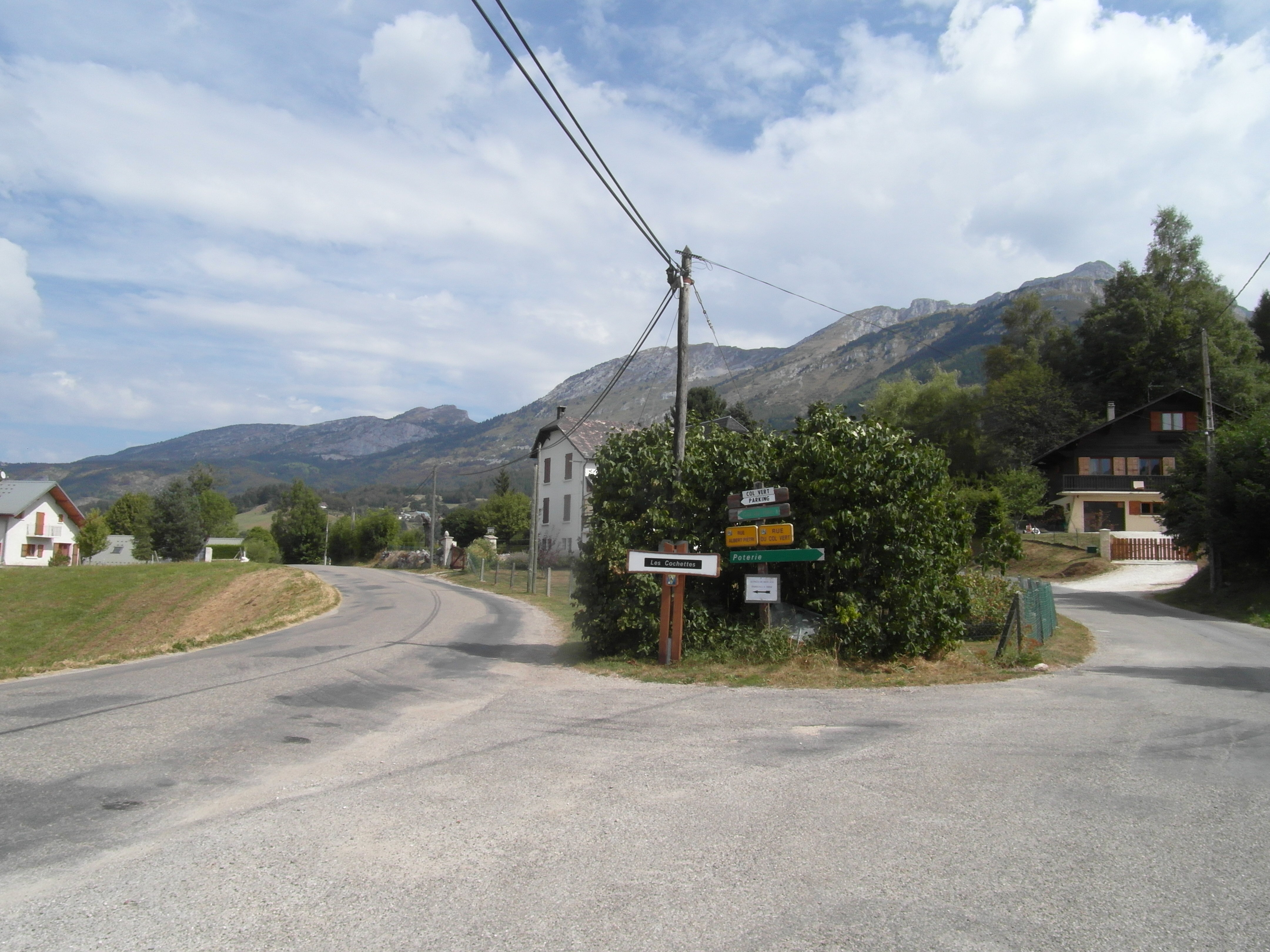
Hameau des Cochettes.
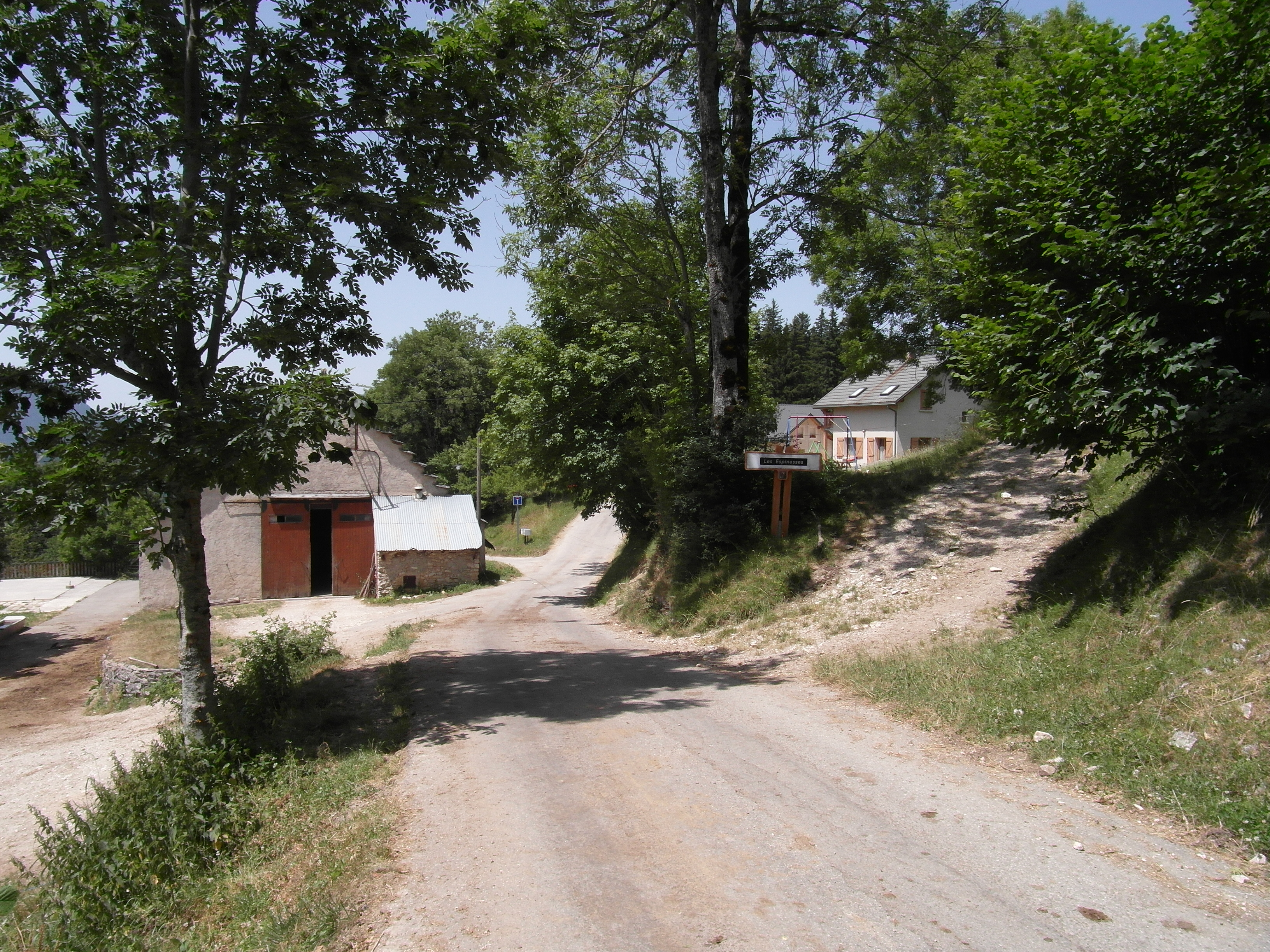
Hameau des Espinasses.
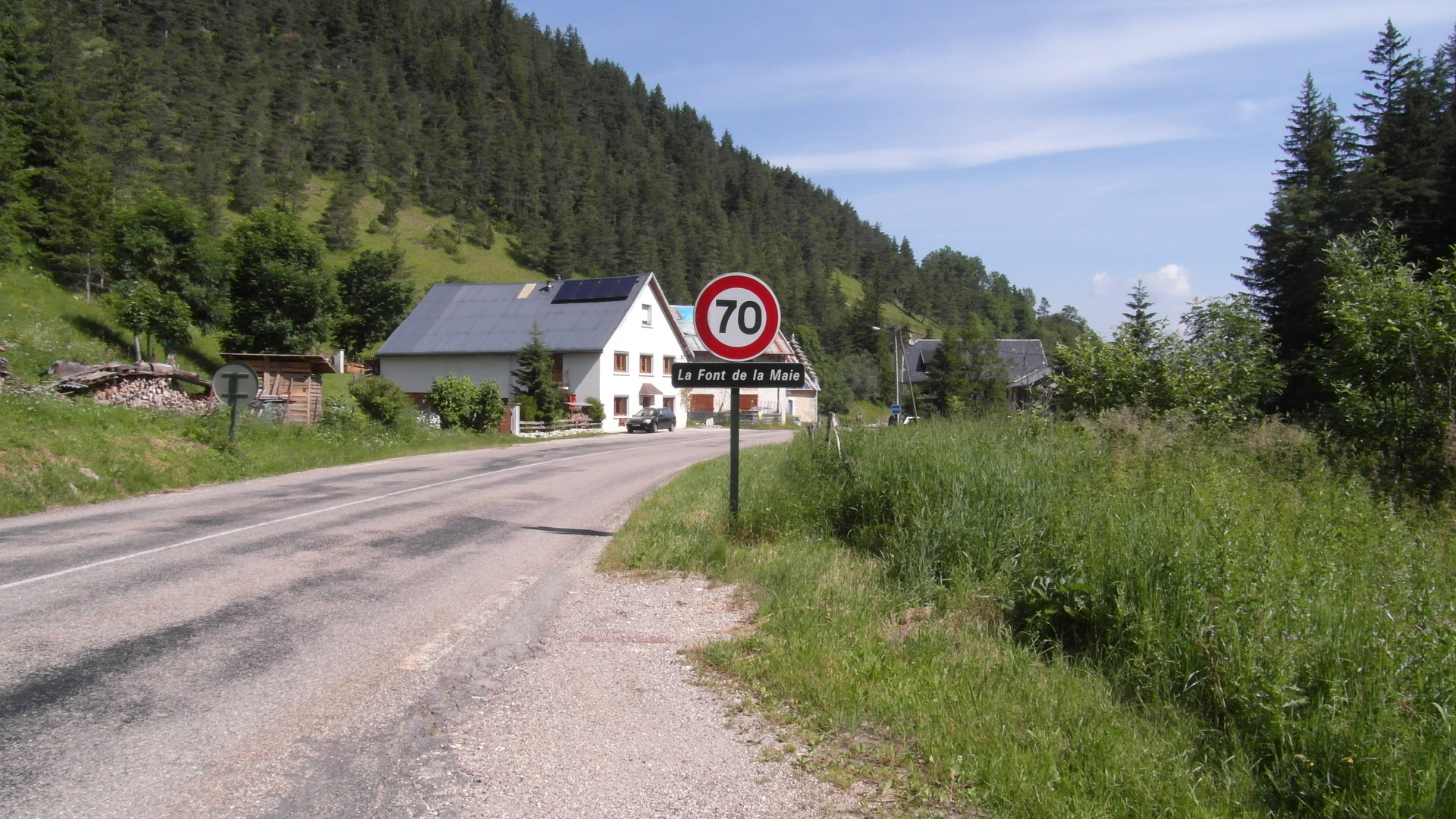
Hameau du Font de la Maie.
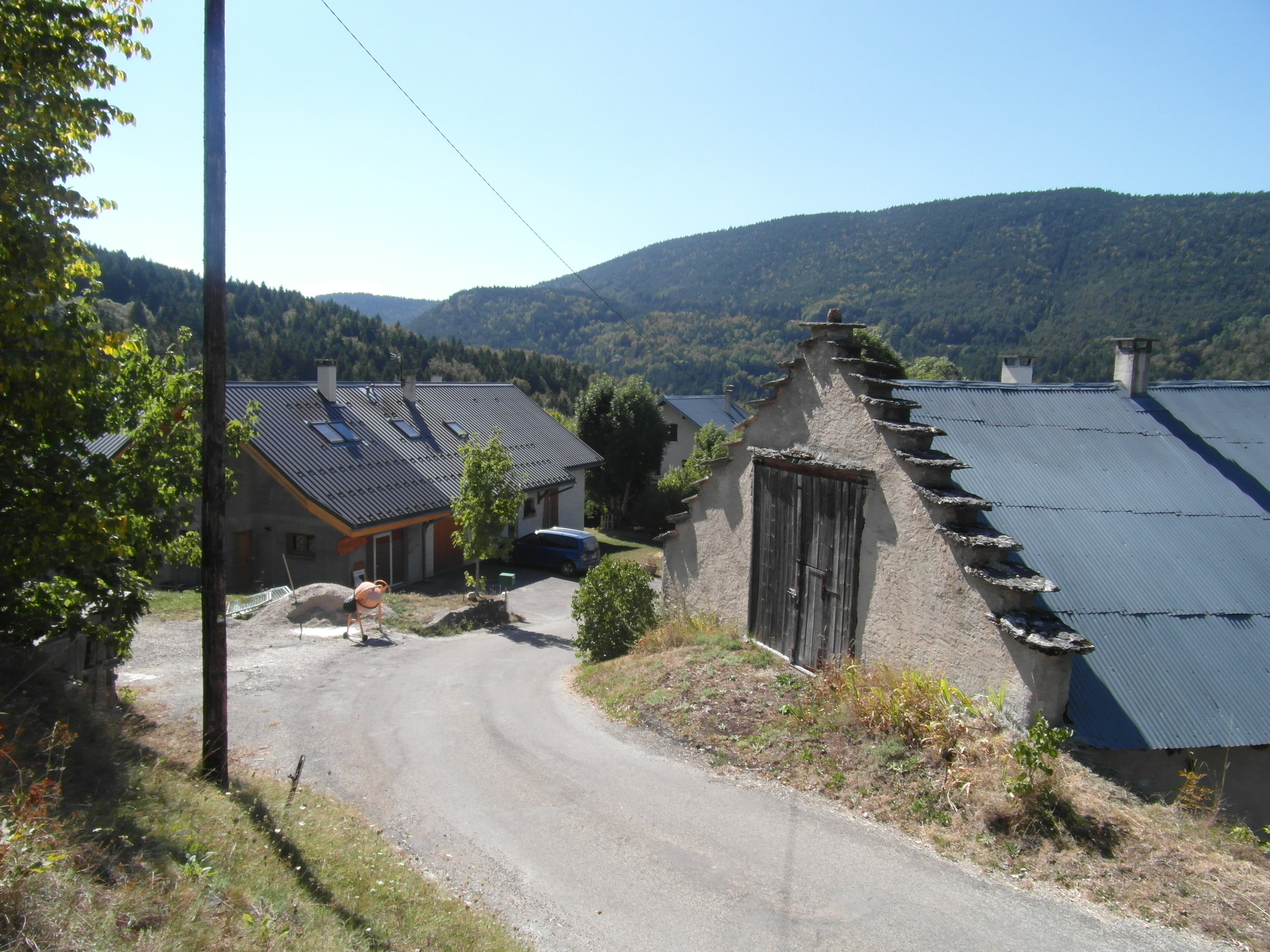
Hameau du Frier.
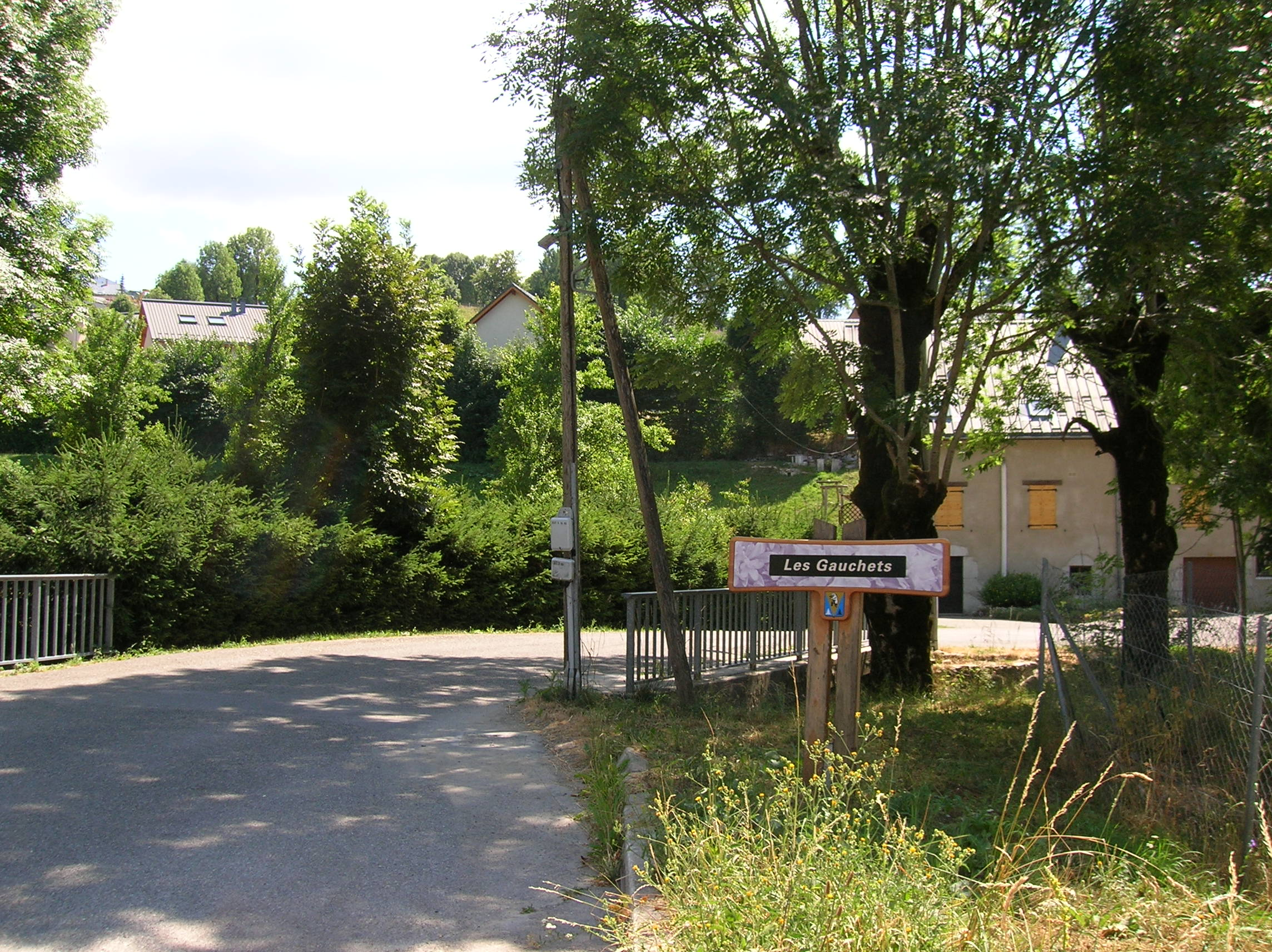
Hameau des Gauchets.
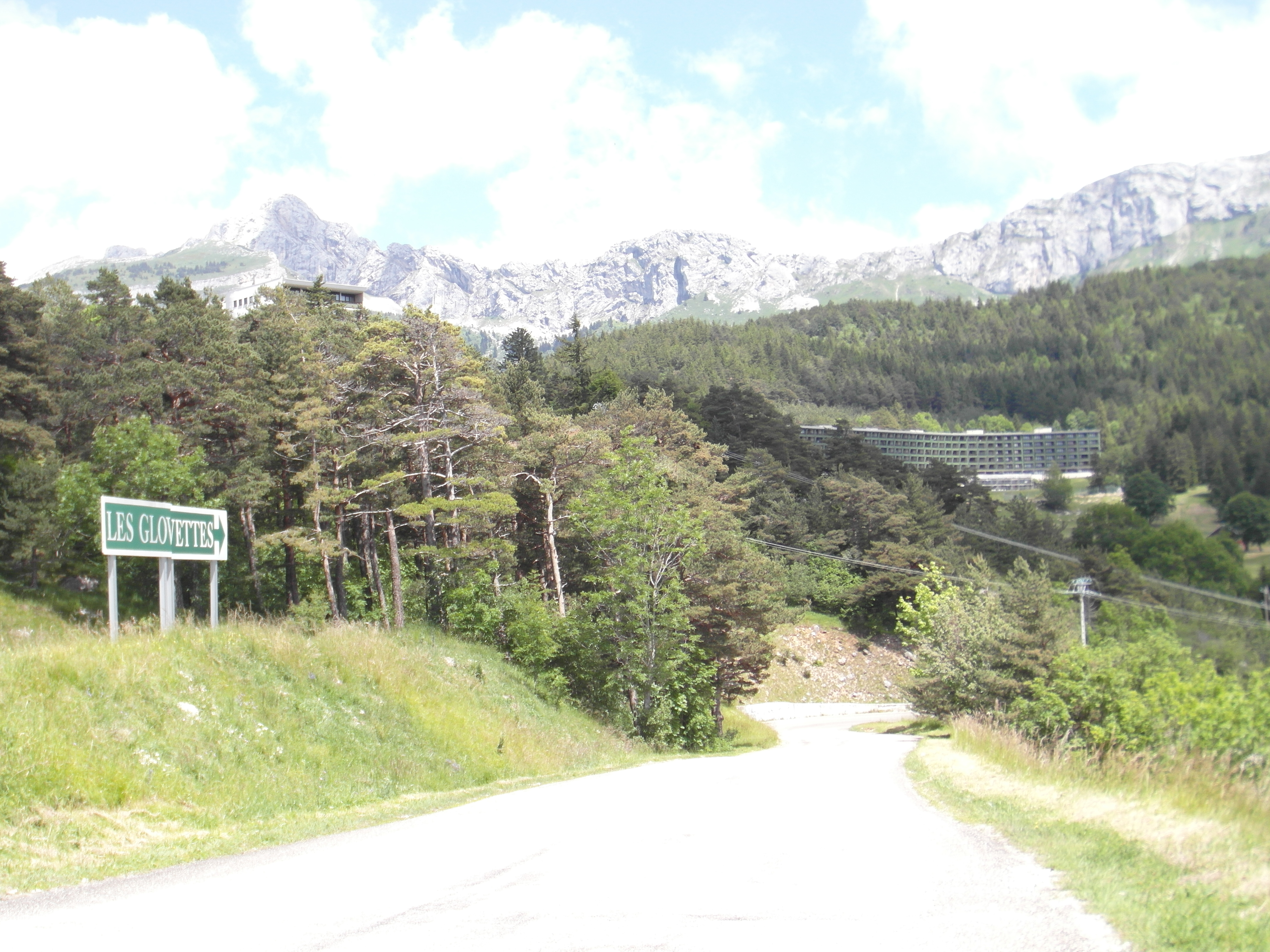
Hameau des  Glovettes.
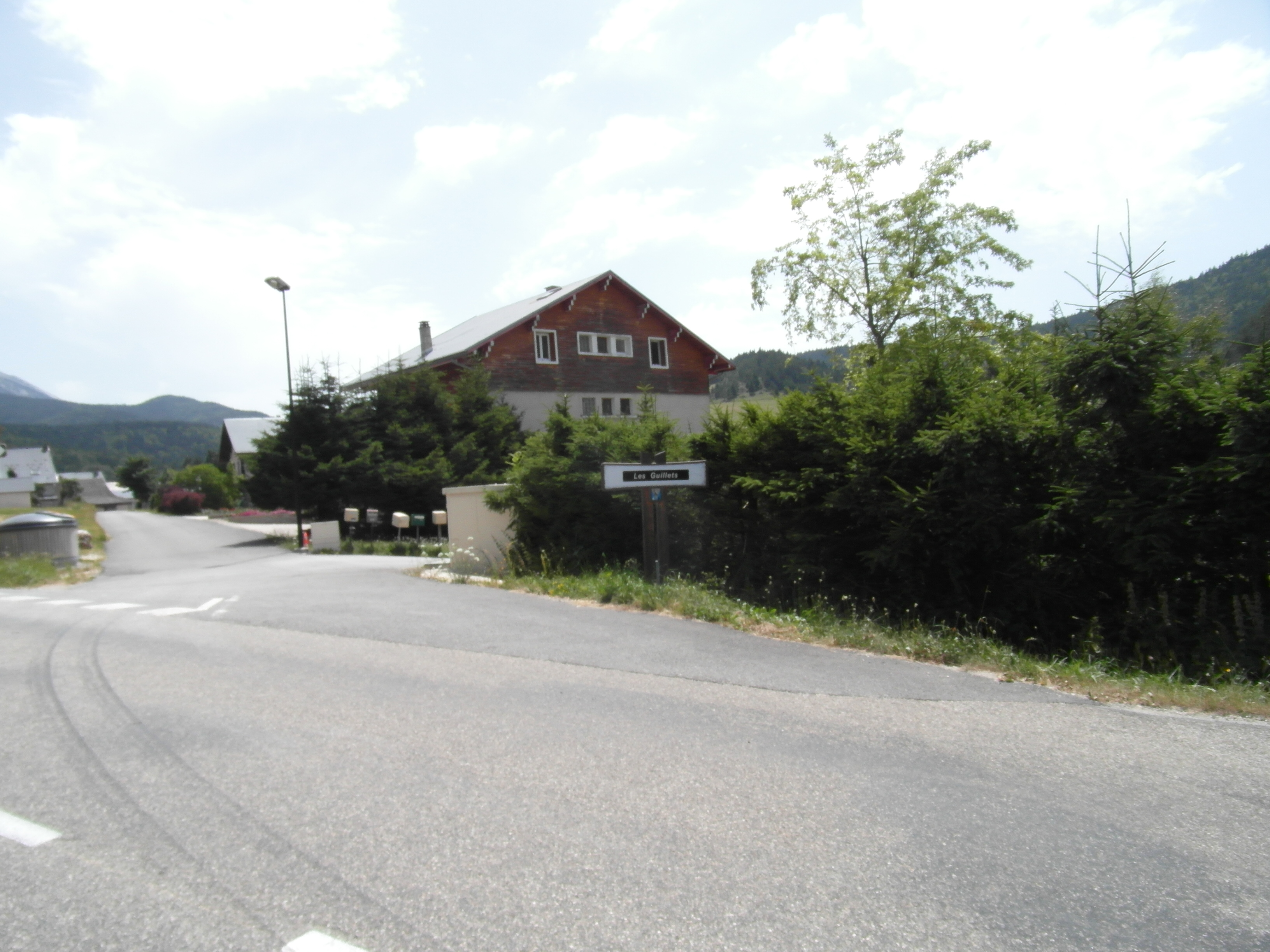
Hameau des Guillets.
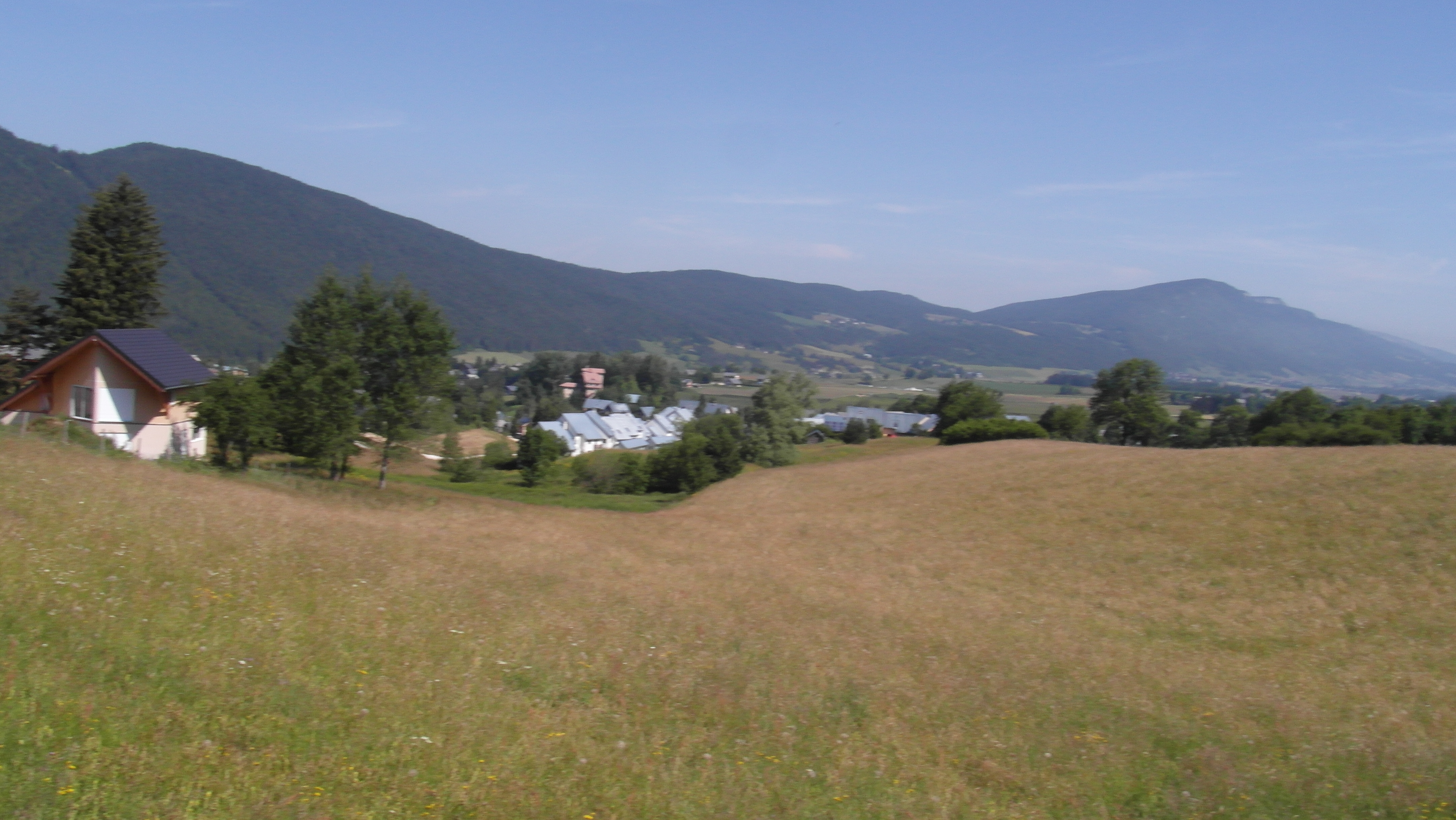
Hameau des Jeandiats.
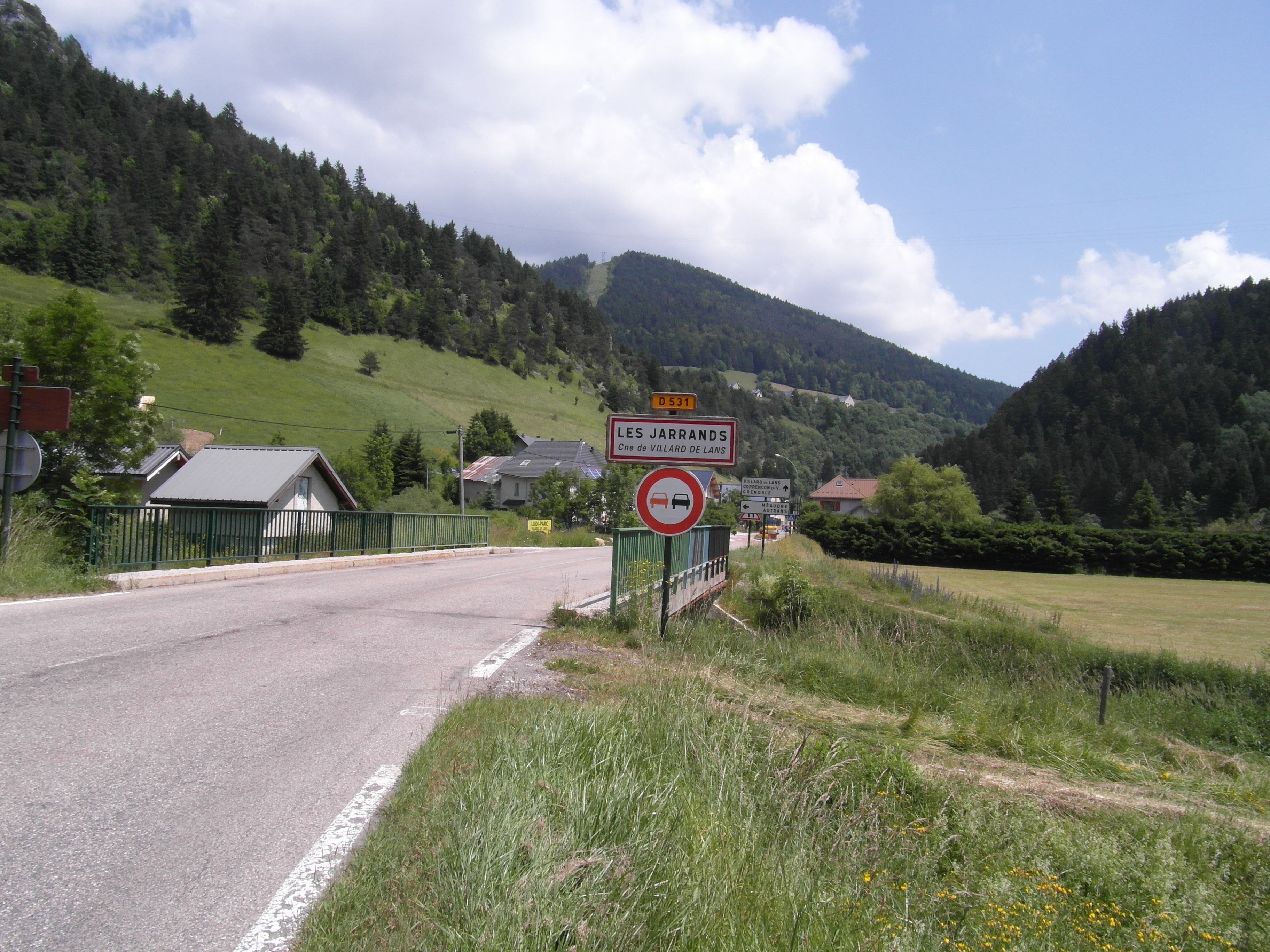
Hameau des Jarrands.
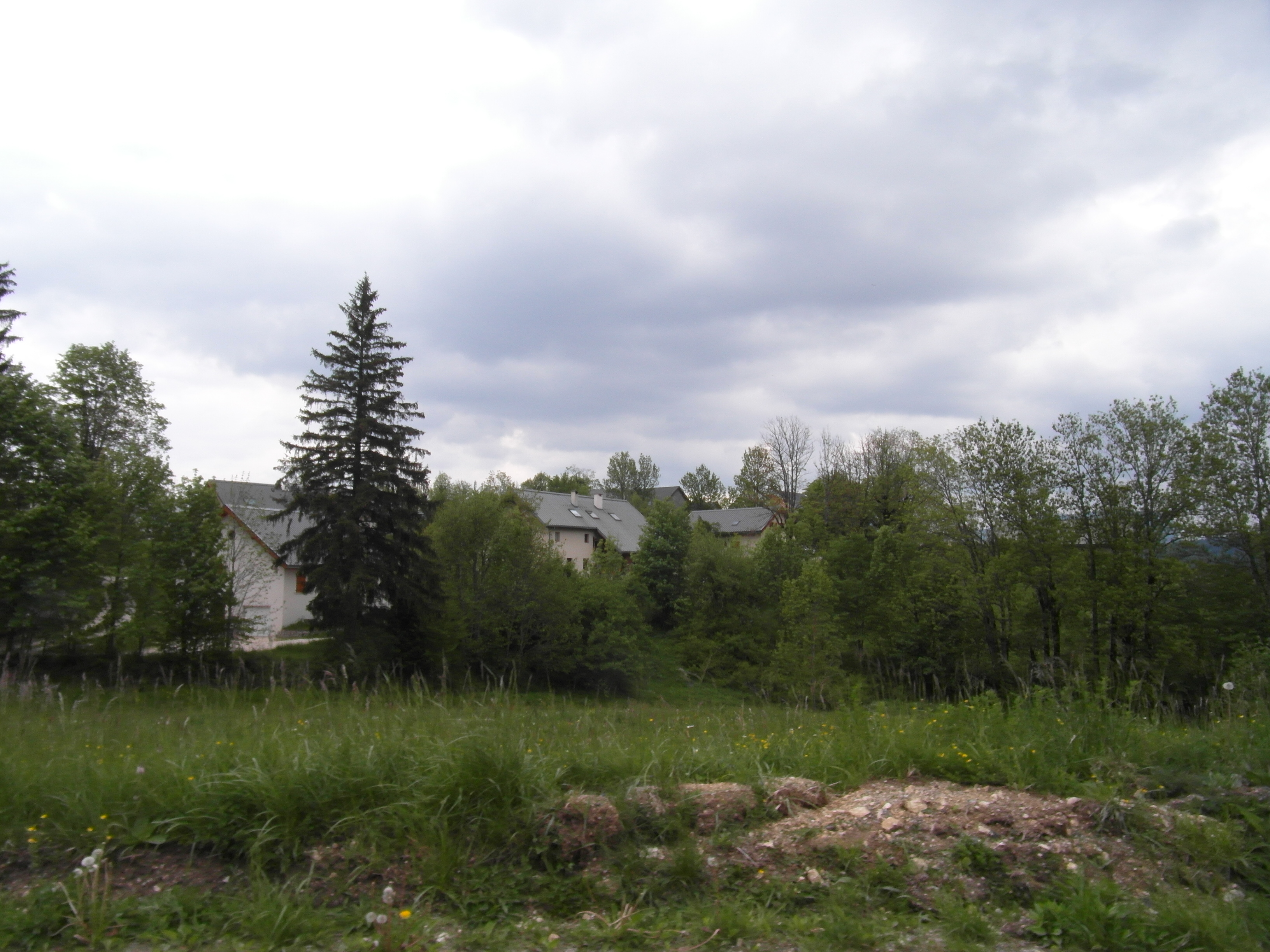
Hameau des Lombards.
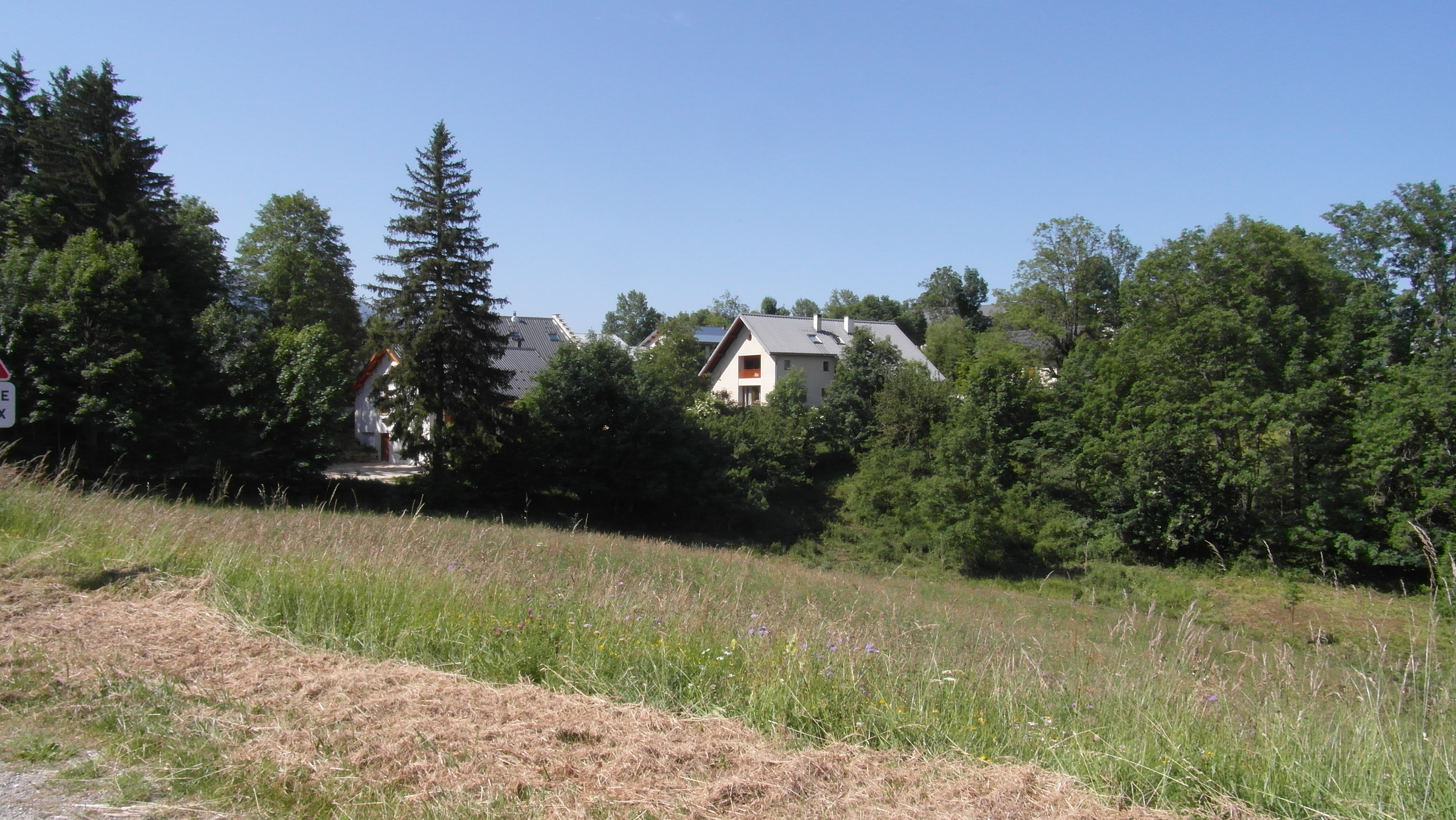
Hameau des Mourets.
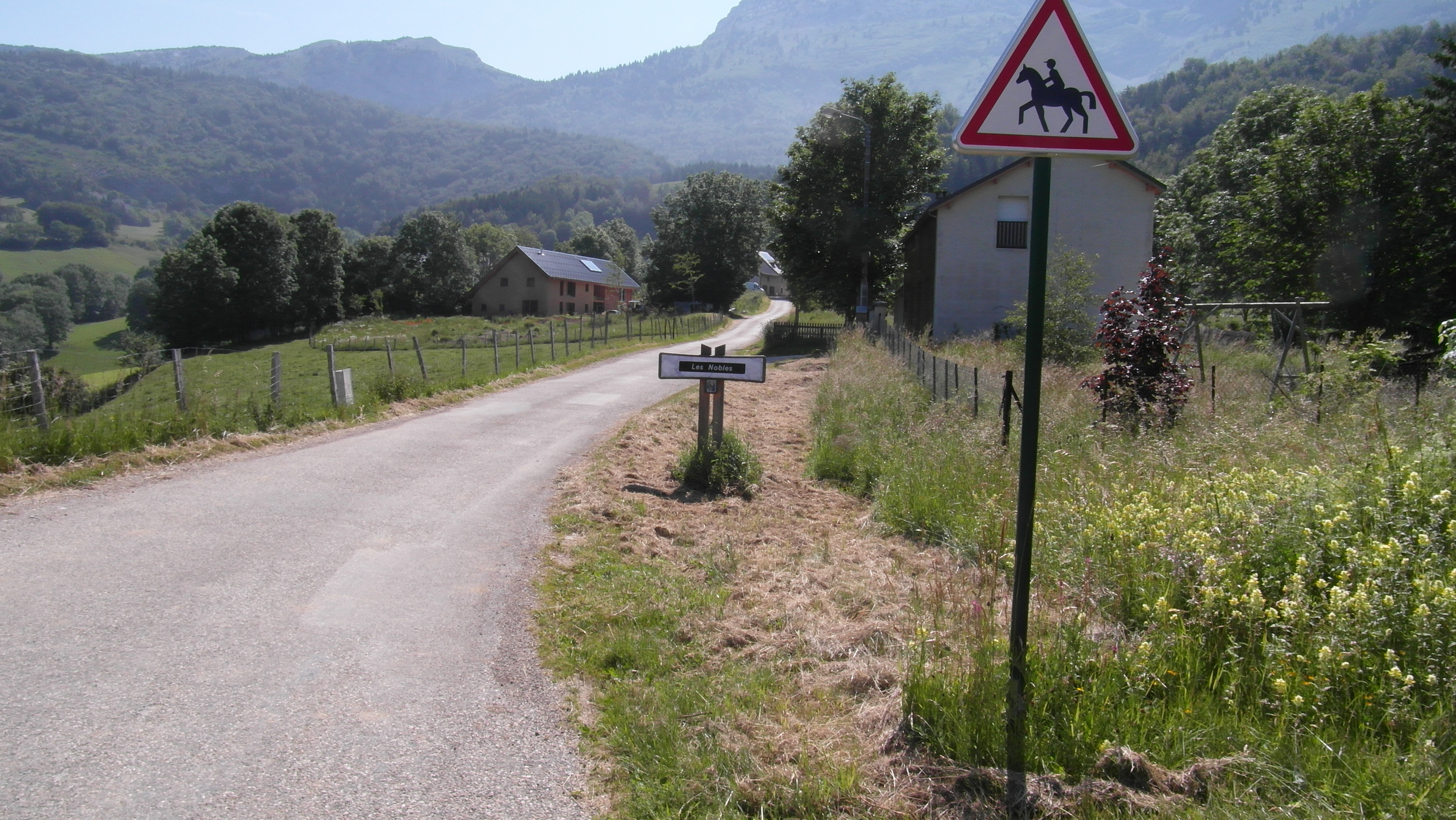
Hameau des Nobles.
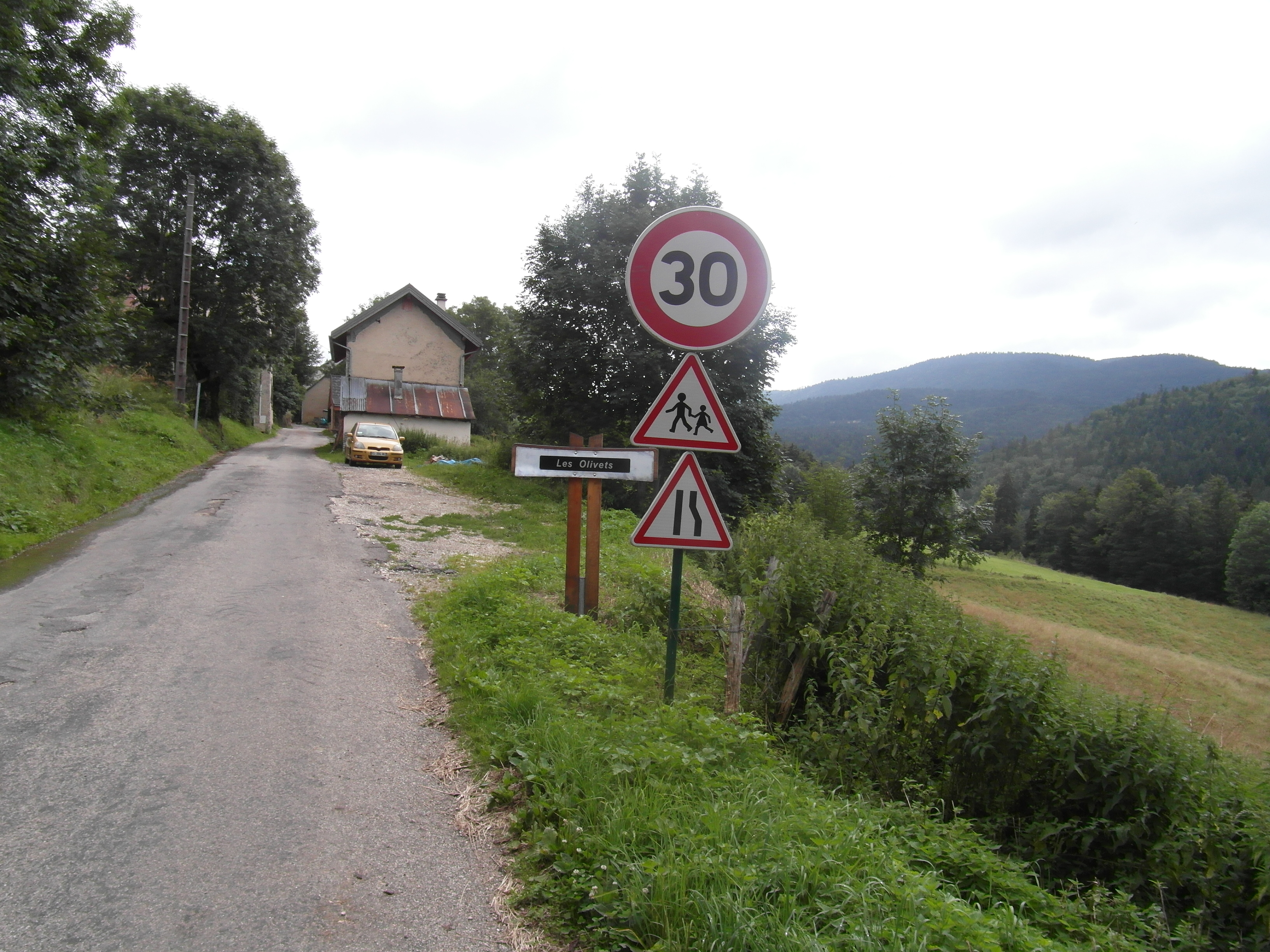
Hameau des Olivets.
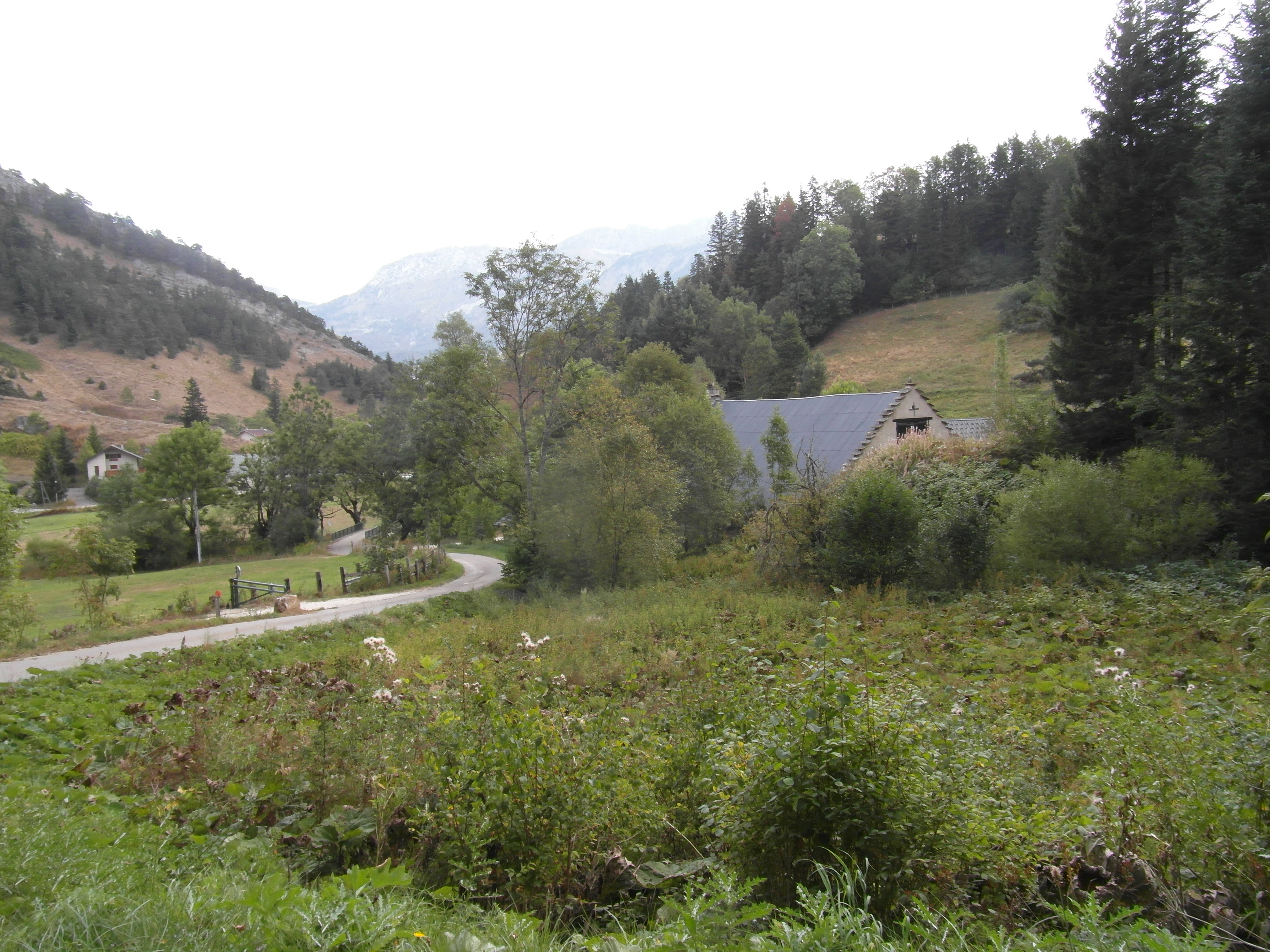
Hameau des Ravix.
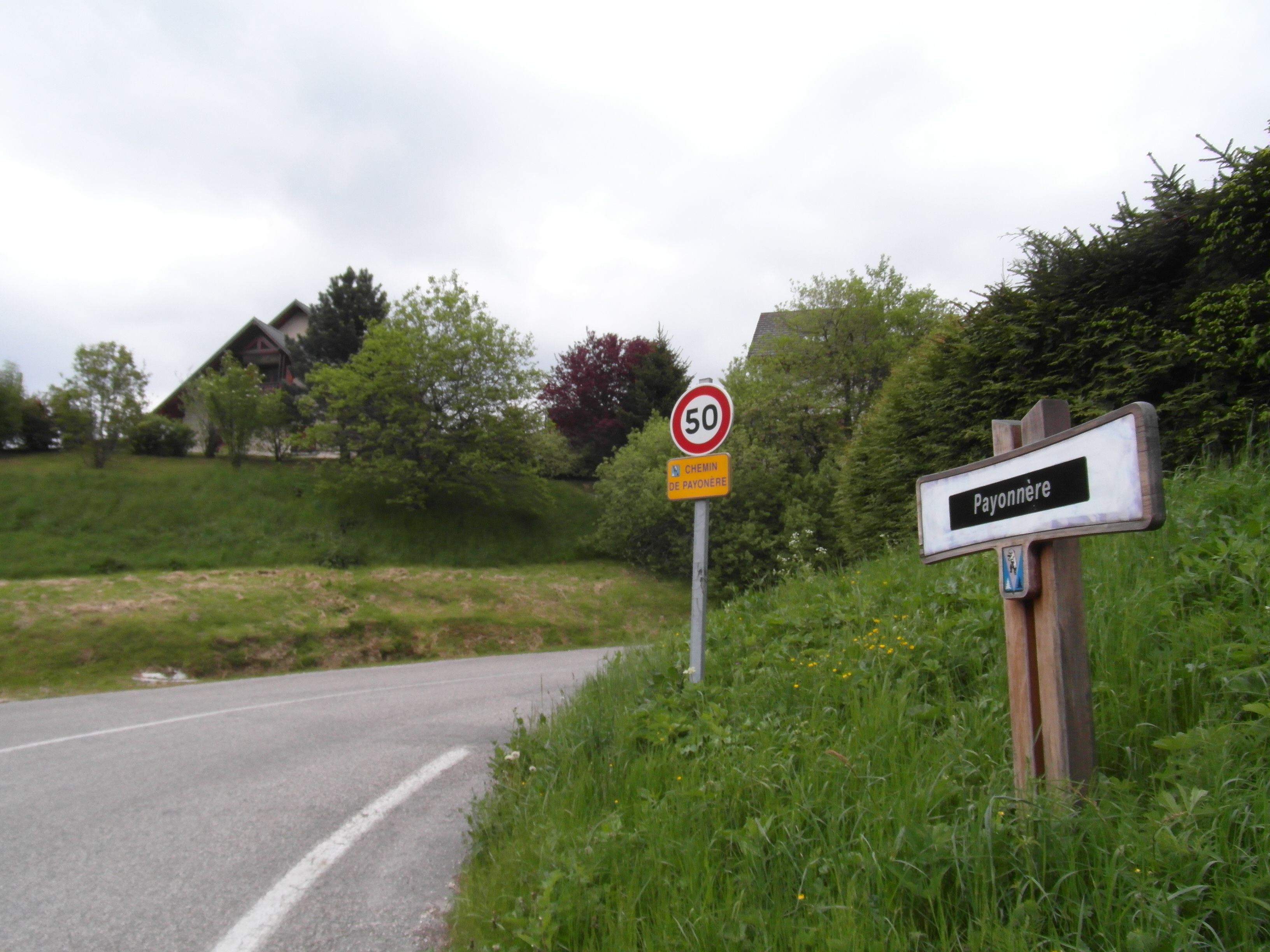
Hameau de Payonnère.
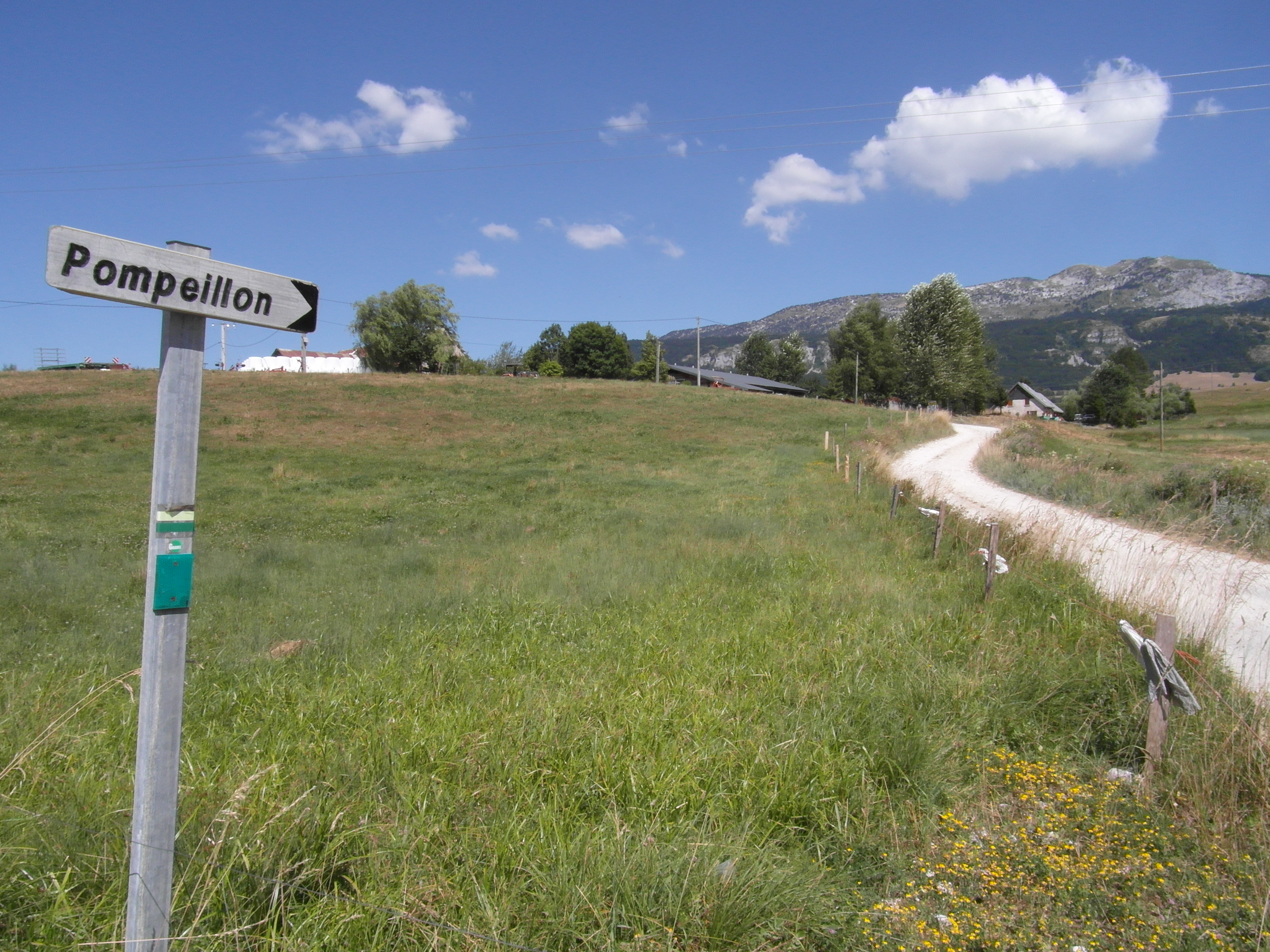
Hameau de Pompeillon.
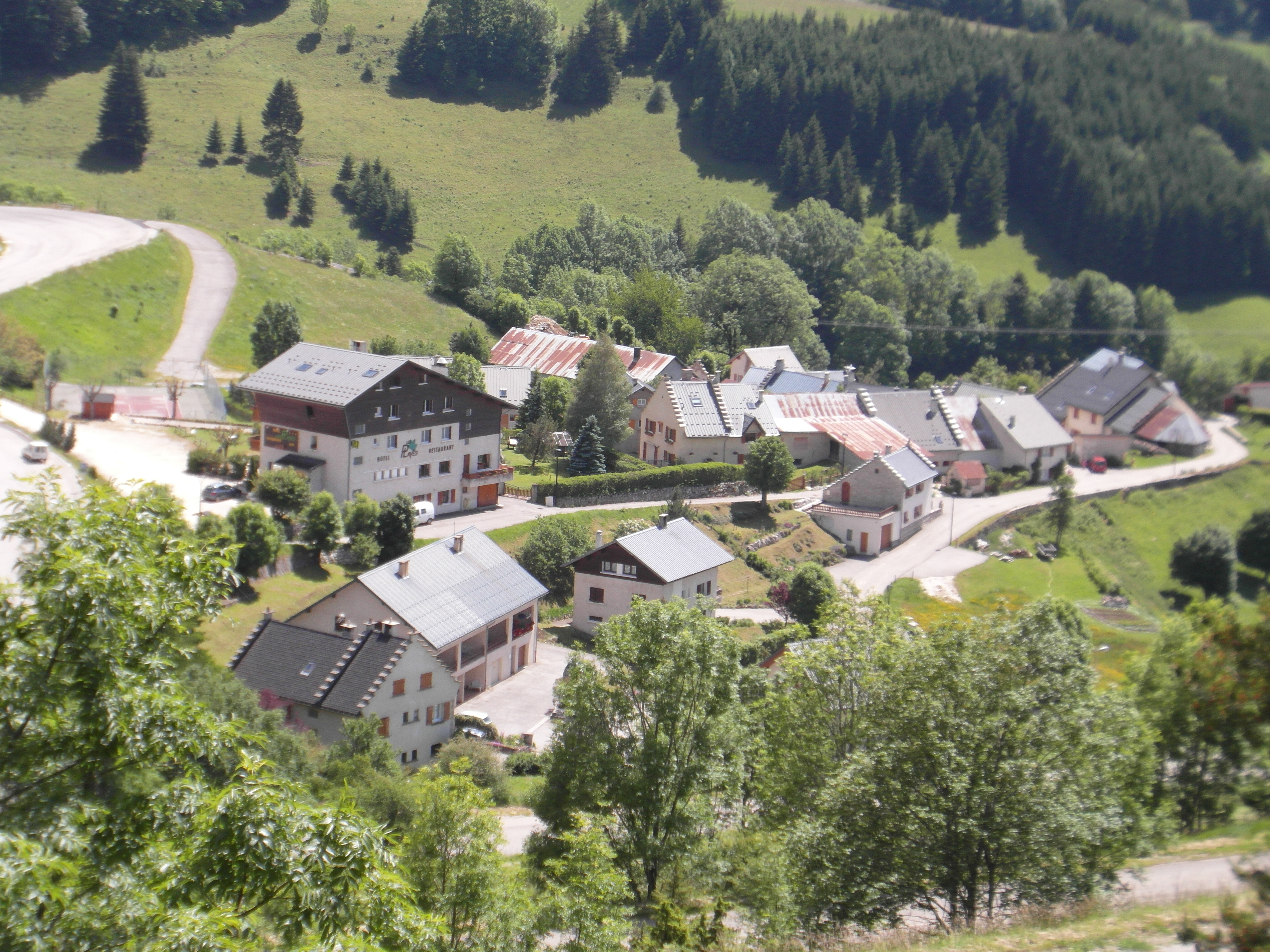
Hameau des Pouteils.
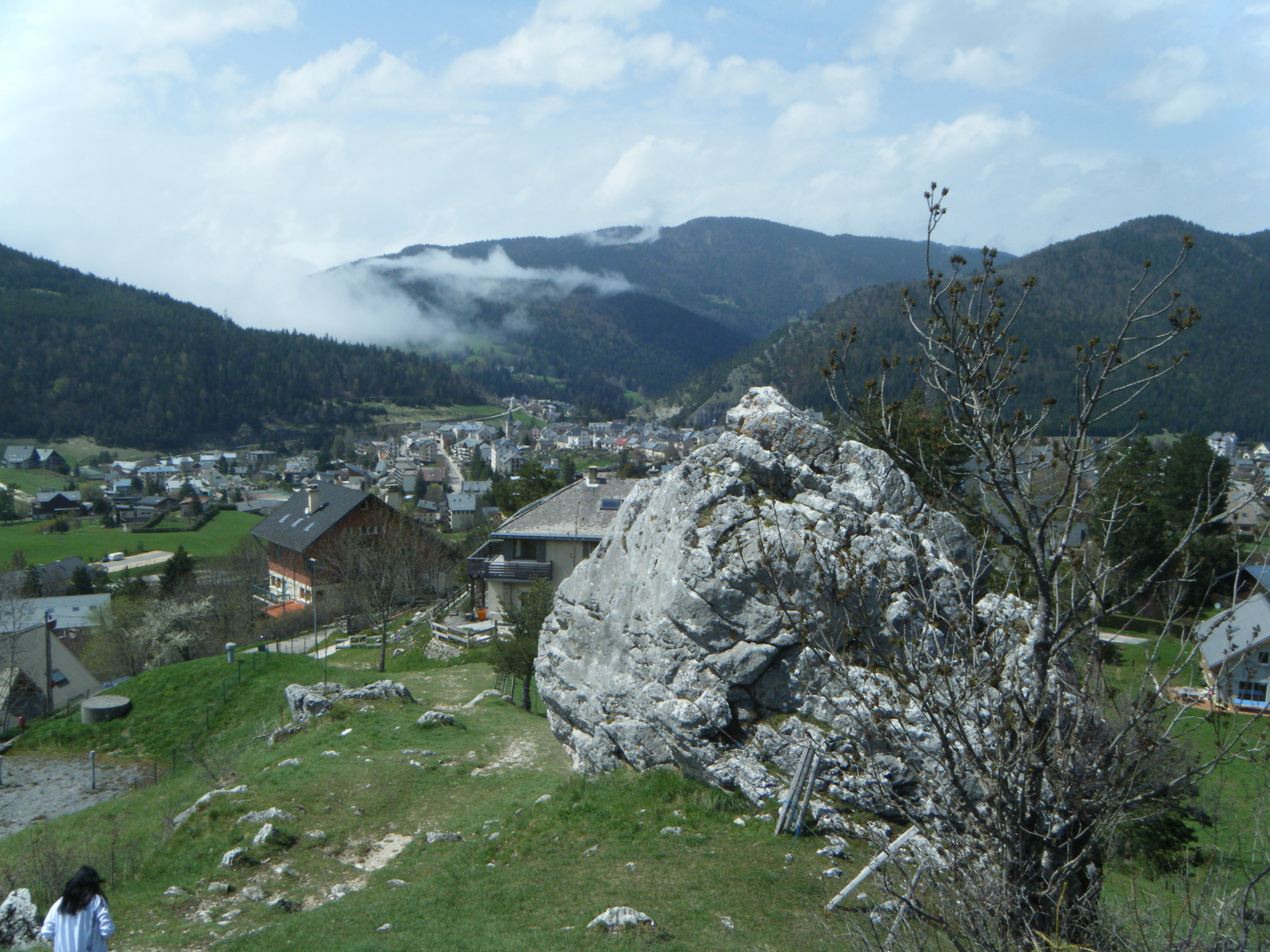
Hameau des Pierres.
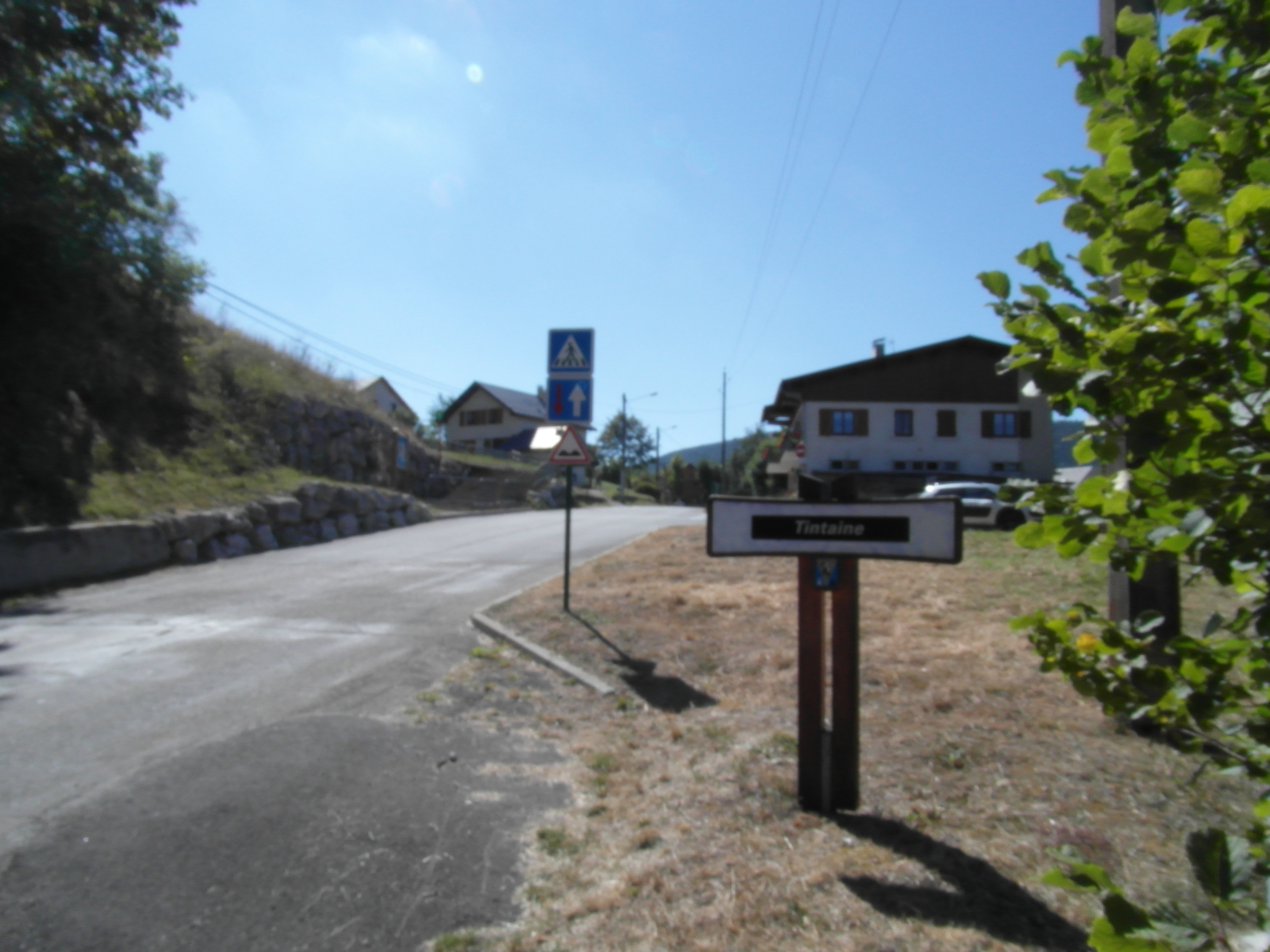
Hameau de Tintaine.
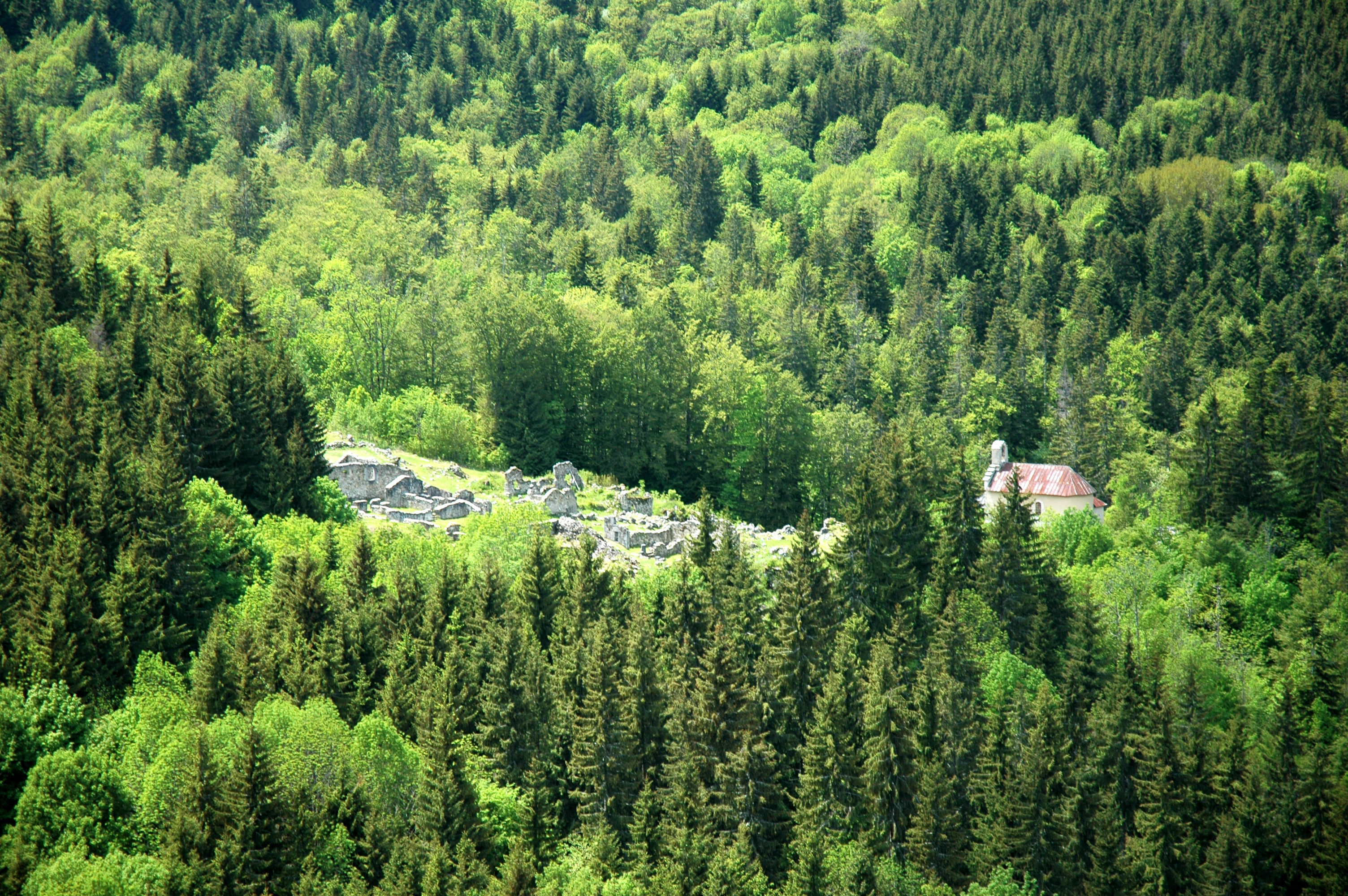
Ancien hameau de Valchevrière
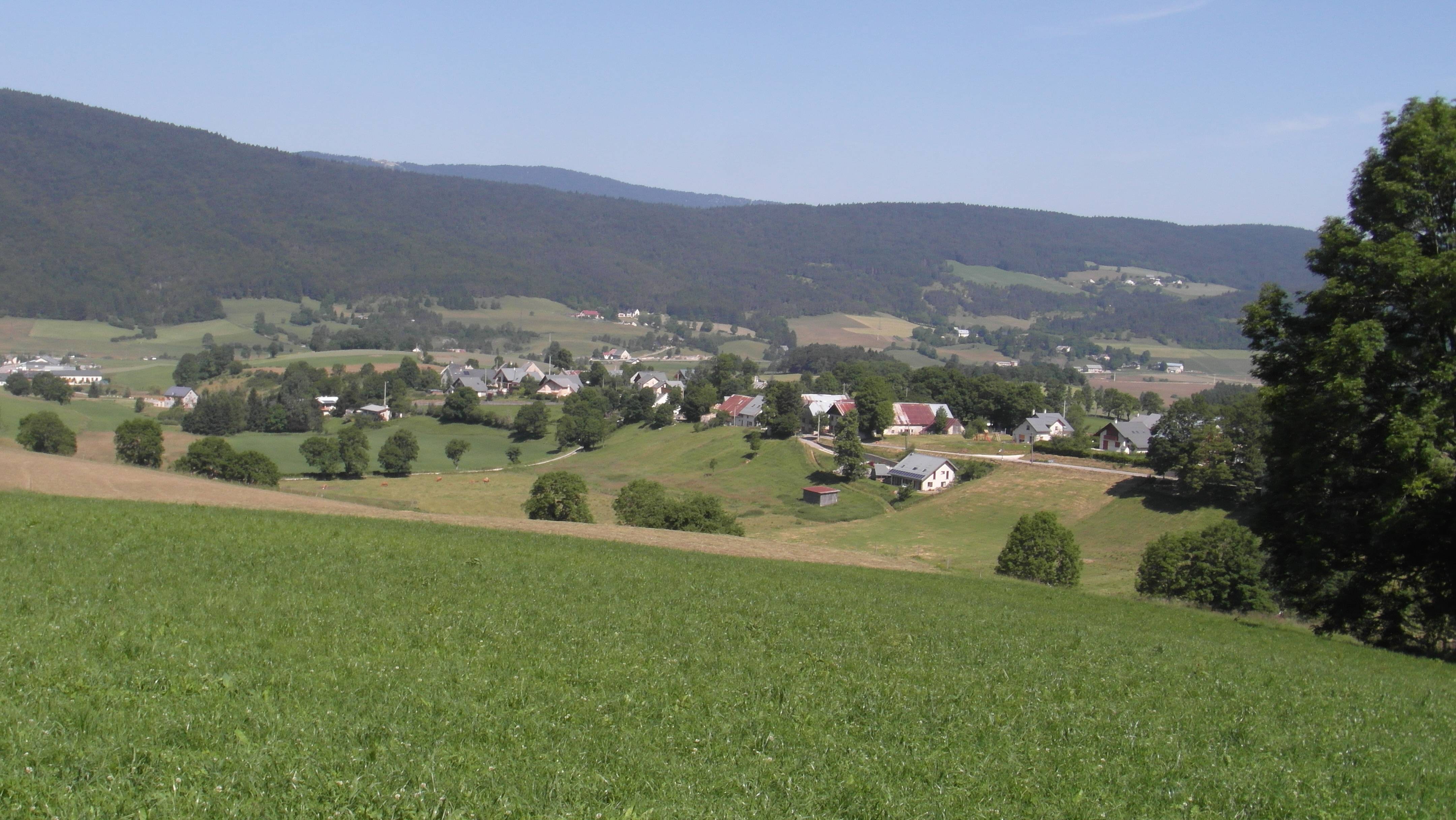
Hameau de Villevieille.
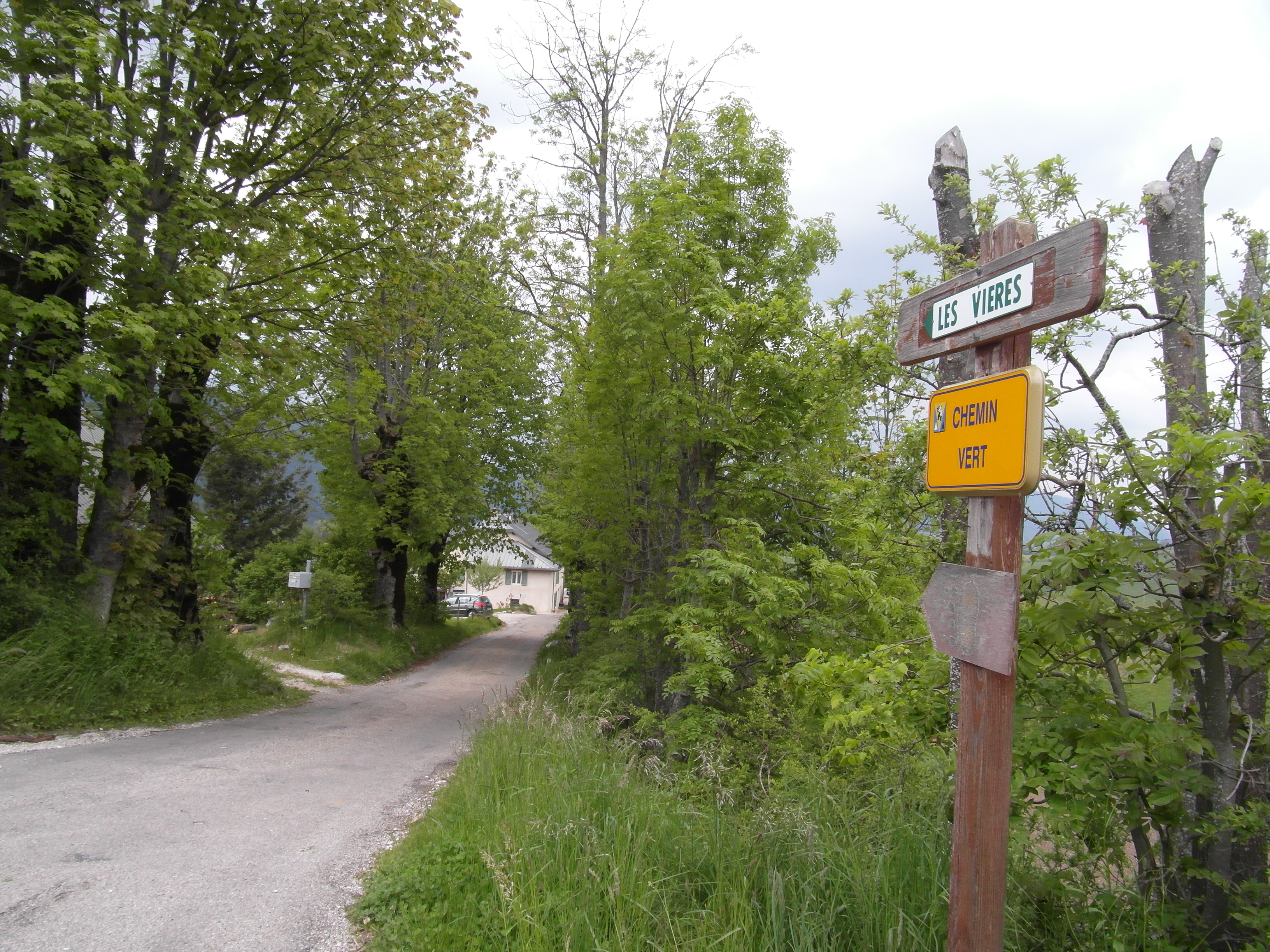
Hameau des Vières.

## Pour approfondir